# Schladitzer See
Der Schladitzer See im Mitteldeutschen Seenland ist das Tagebaurestloch des ehemaligen Braunkohletagebaus Breitenfeld  im Nordwesten Sachsens, etwa elf Kilometer nördlich der Leipziger Innenstadt und rund zwölf Kilometer südlich von Delitzsch.
Umgeben ist der See von der Gemeinde Rackwitz und den Schkeuditzer Ortsteilen Hayna und Wolteritz. Der See wurde von 1999 bis 2012 geflutet, die Wasserfläche beträgt 220 Hektar.

## Entstehung
Die Kohleförderung im Tagebau Breitenfeld begann 1986. Der Erschließung fiel 1986 der Ort Lössen zum Opfer. Von 1989 bis 1991 wurde die Gemeinde Schladitz, nach der der See benannt ist, geräumt und abgerissen. Dies betraf auch den Schladitzer Ortsteil Kömmlitz.
Nach 1990 verschlechterte sich der Absatz der Rohbraunkohle und Braunkohlenprodukte so stark, dass verschiedene nunmehr unrentable Tagebaue stillgelegt wurden. Der ehemalige Ort Schladitz blieb dadurch vom Abbau unberührt. Planungen, die eine Ausweitung des Tagebaus Breitenfeld bis an den nördlichen Stadtrand von Leipzig sowie die Verlegung der Bundesautobahn 14 vorsahen, wurden nicht mehr realisiert.

## Nutzung
Der Schladitzer See wird als Badesee und Wassersportzentrum sowie als Angelgewässer genutzt. Das Baden ist seit 2003, nach der Befestigung der Uferböschung, in zwei Bereichen erlaubt. Die Nutzung des Sees begann damit schon Jahre vor dem Erreichen des geplanten Endwasserspiegels von 104 m ü. NN.
Der Wolteritzer Badestrand wurde aufgrund seiner unmittelbaren Nähe zum Ort nach dem Prinzip „Besucherlenkung statt Verbotsschilder“ als lokale Badestelle für die ortsansässige Bevölkerung eingerichtet.
Seit August 2003 gibt es an der Schladitzer Bucht auf der Schladitzer Seite des Sees vier turnierfähige Volleyballanlagen. Seitdem finden in der Saison regelmäßig Beachvolleyball-, Beachhandball- und Beachsoccerturniere statt. Unter anderem wird hier die Qualifikation für die Deutsche Beachvolleyball-Meisterschaft, das „Sachsenmasters“, ausgetragen. Die Schladitzer Bucht wird seit Juni 2003 durch eine Wassersportschule bewirtschaftet und seit 2013 zu einem Sportresort mit Wassersportangeboten und -kursen, Übernachtungsmöglichkeiten und Camping ausgebaut.
Der Haynaer Strandverein entwickelt den Strand an seinem Ufer zum Biedermeierstrand, der Musik- und Theaterverein aus Priester ist häufig zu Gast. Auf der Seebühne Hayna werden jährlich verschiedene Konzerte veranstaltet und Schauspiele aufgeführt. An allen drei Stränden gibt es gastronomische Einrichtungen.
Seit 2005 existiert ein acht Kilometer langer, asphaltierter Rundweg, der von Spaziergängern, Radfahrern, Skatern und Wanderern genutzt wird. Es existieren zudem Verbindungen zum Werbeliner See (Nord-Süd-Route) sowie zum 17 Meter hohen Schaufelrad des SRs 6300 in Gerbisdorf.
Im Sommer 2012 begann die wasser- und abwasserseitige Erschließung der Schladitzer Bucht.

## Bilder vom See und dessen Umgebung

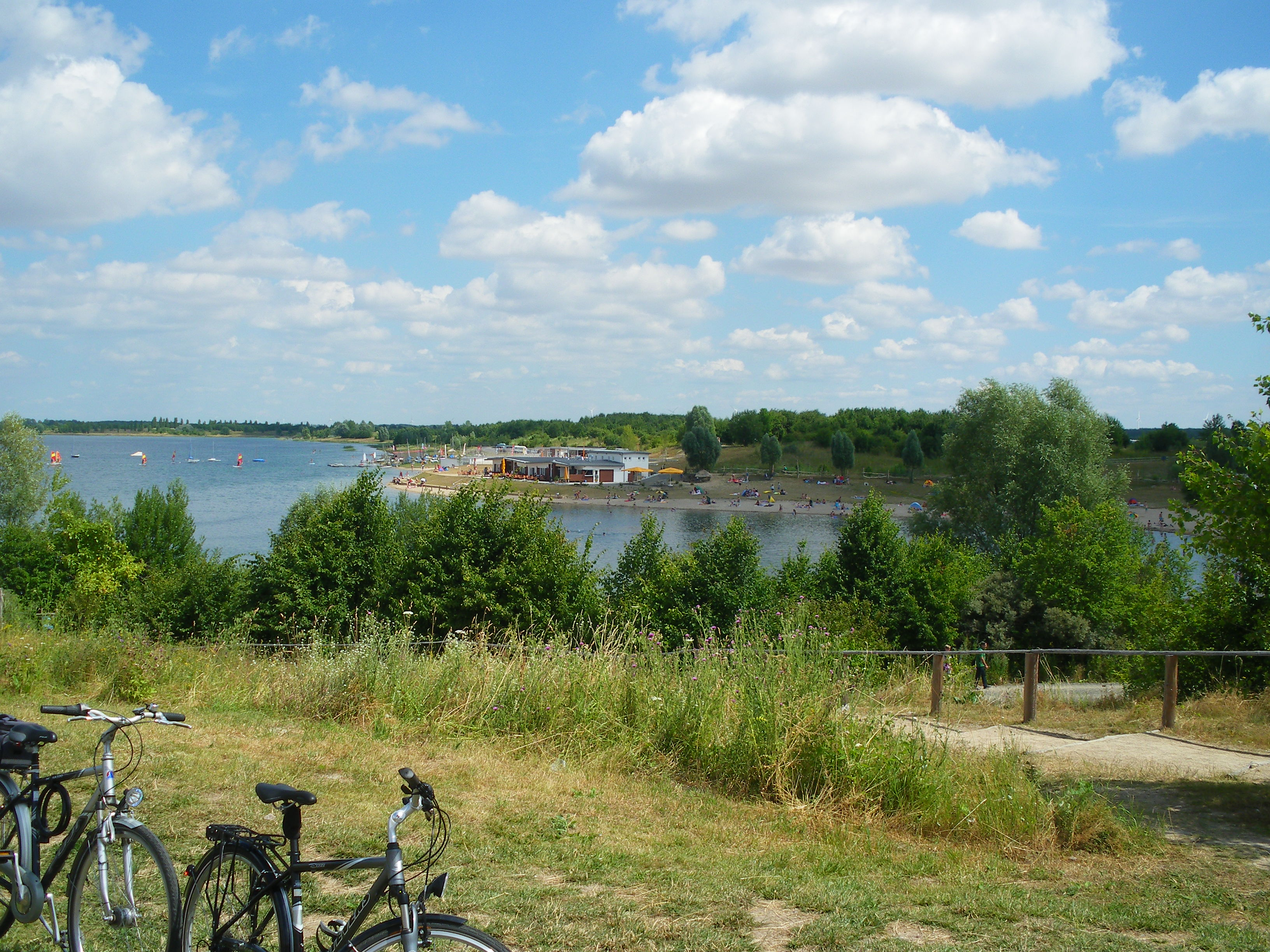
Schladitzer Bucht 2014
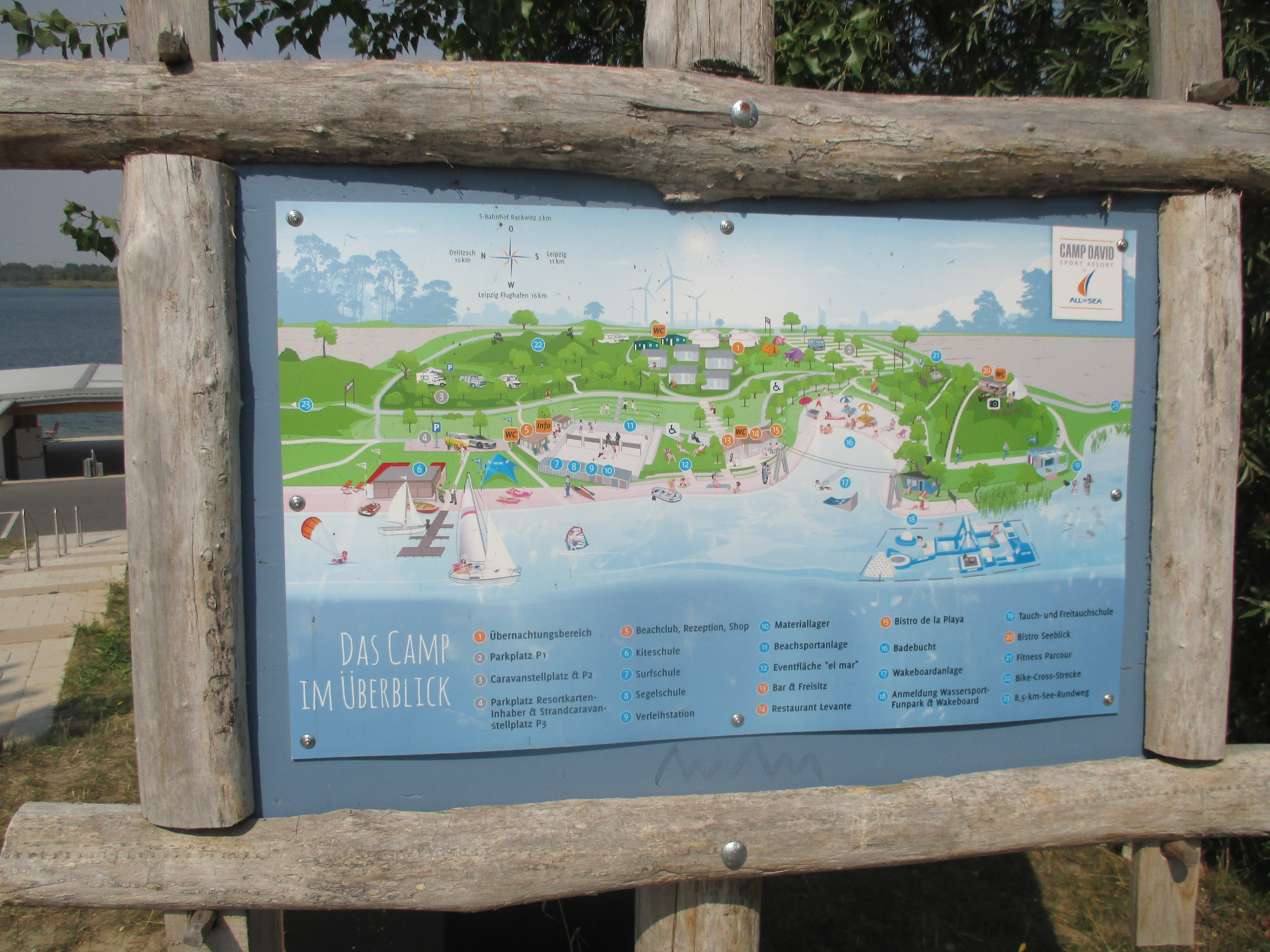
Lageplan Camp David 2015
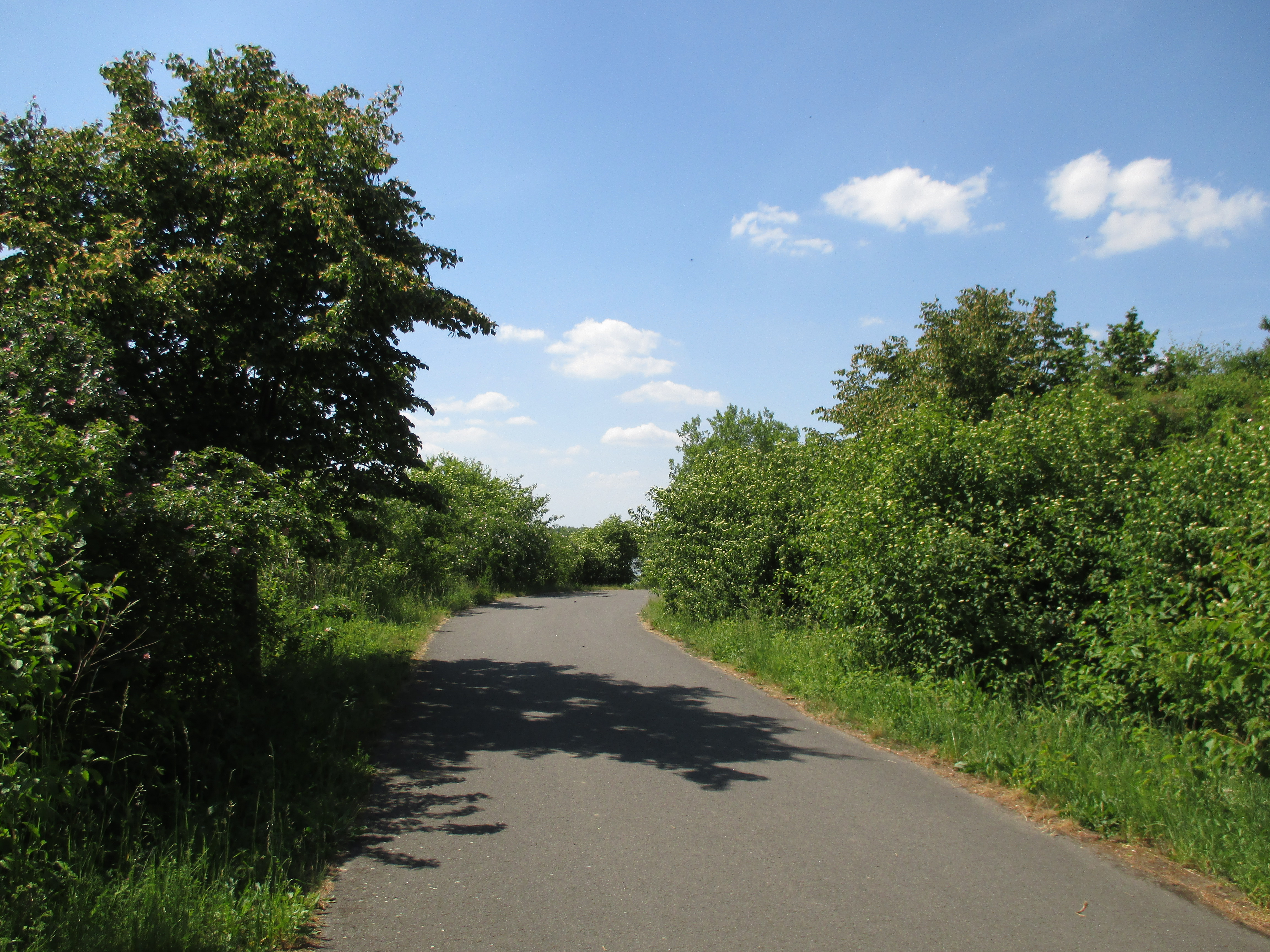
Asphaltierter Rundweg
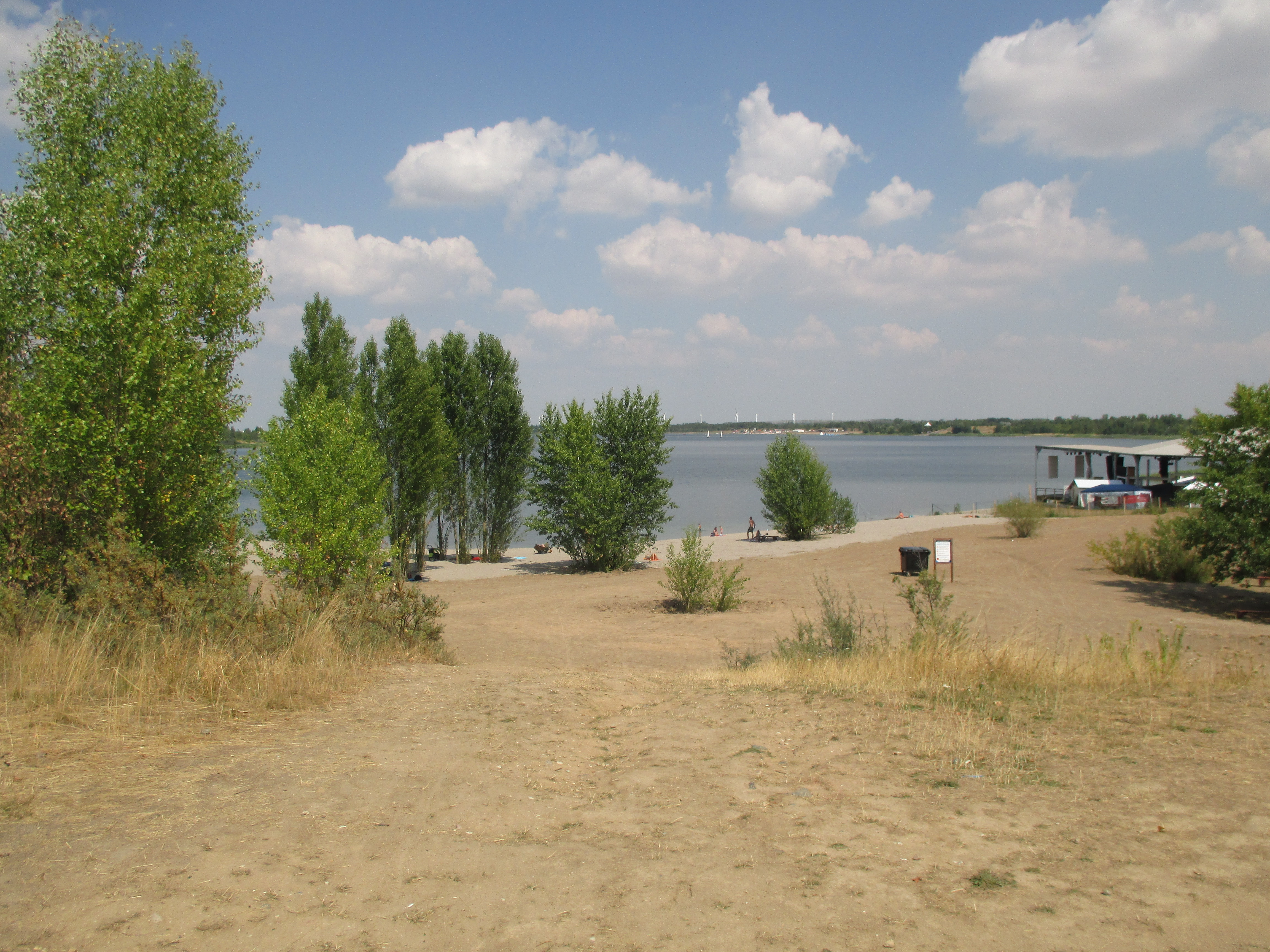
Haynaer Strand 2018
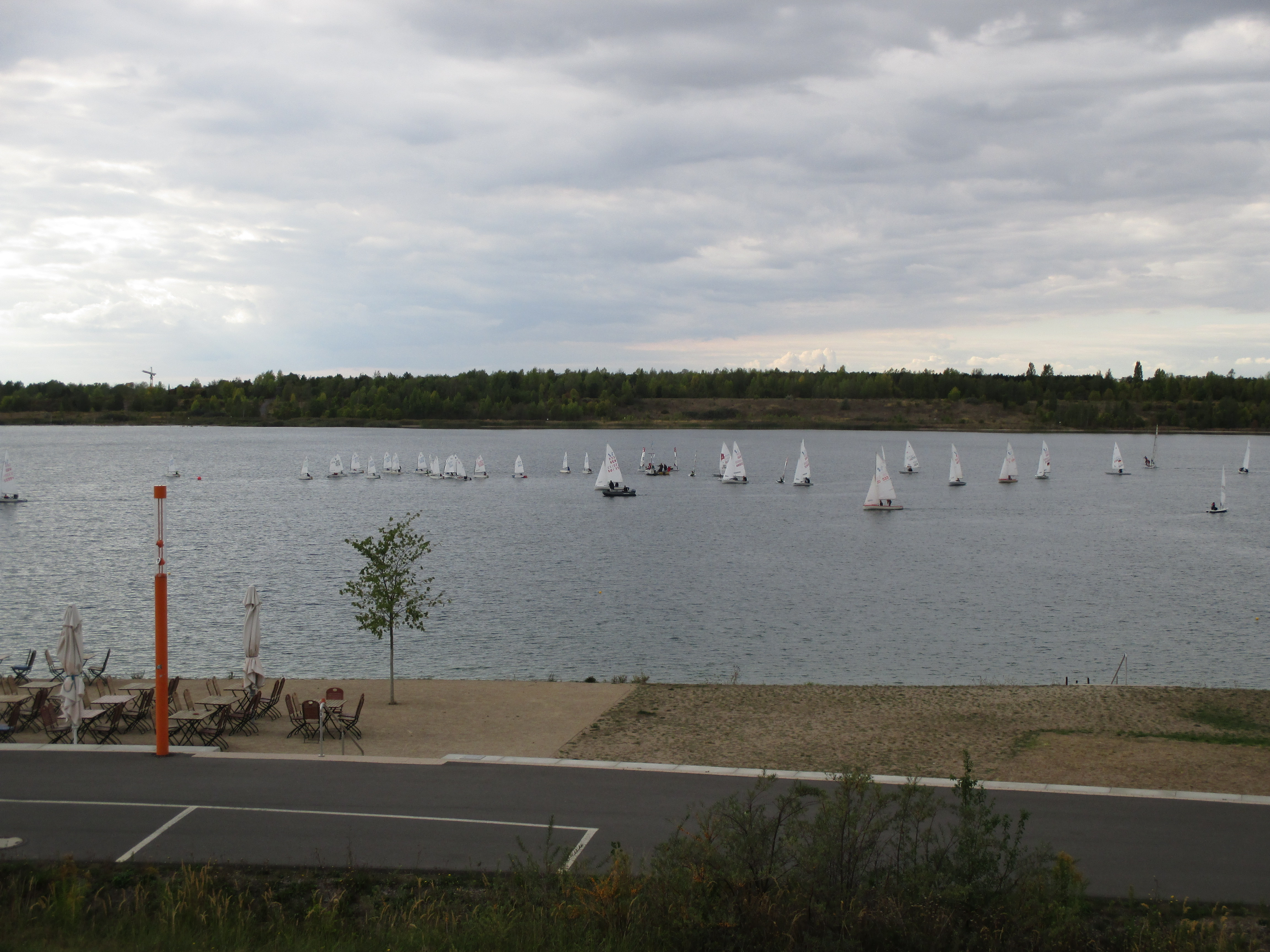
Jugendregatta September 2018
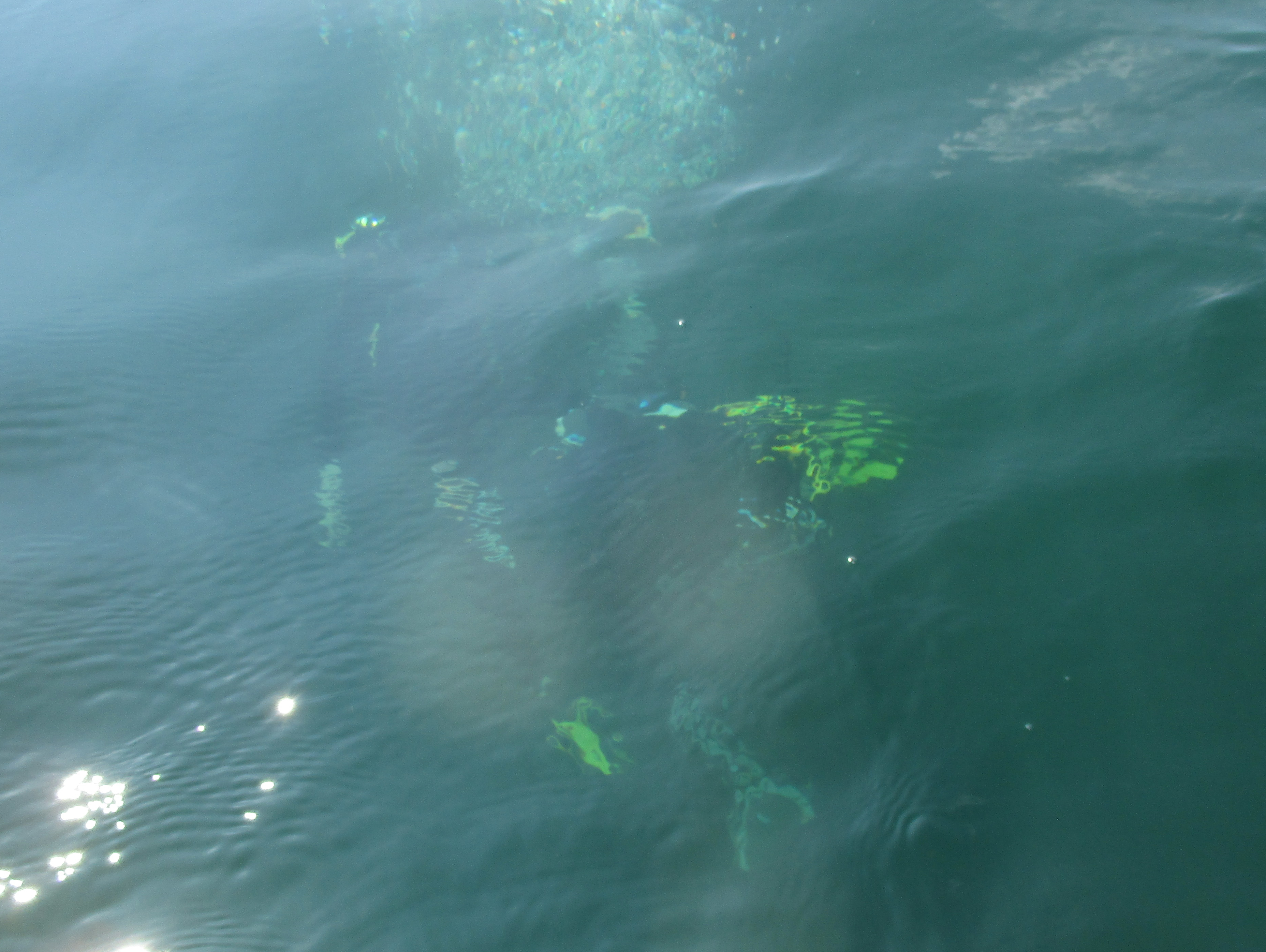
Taucher
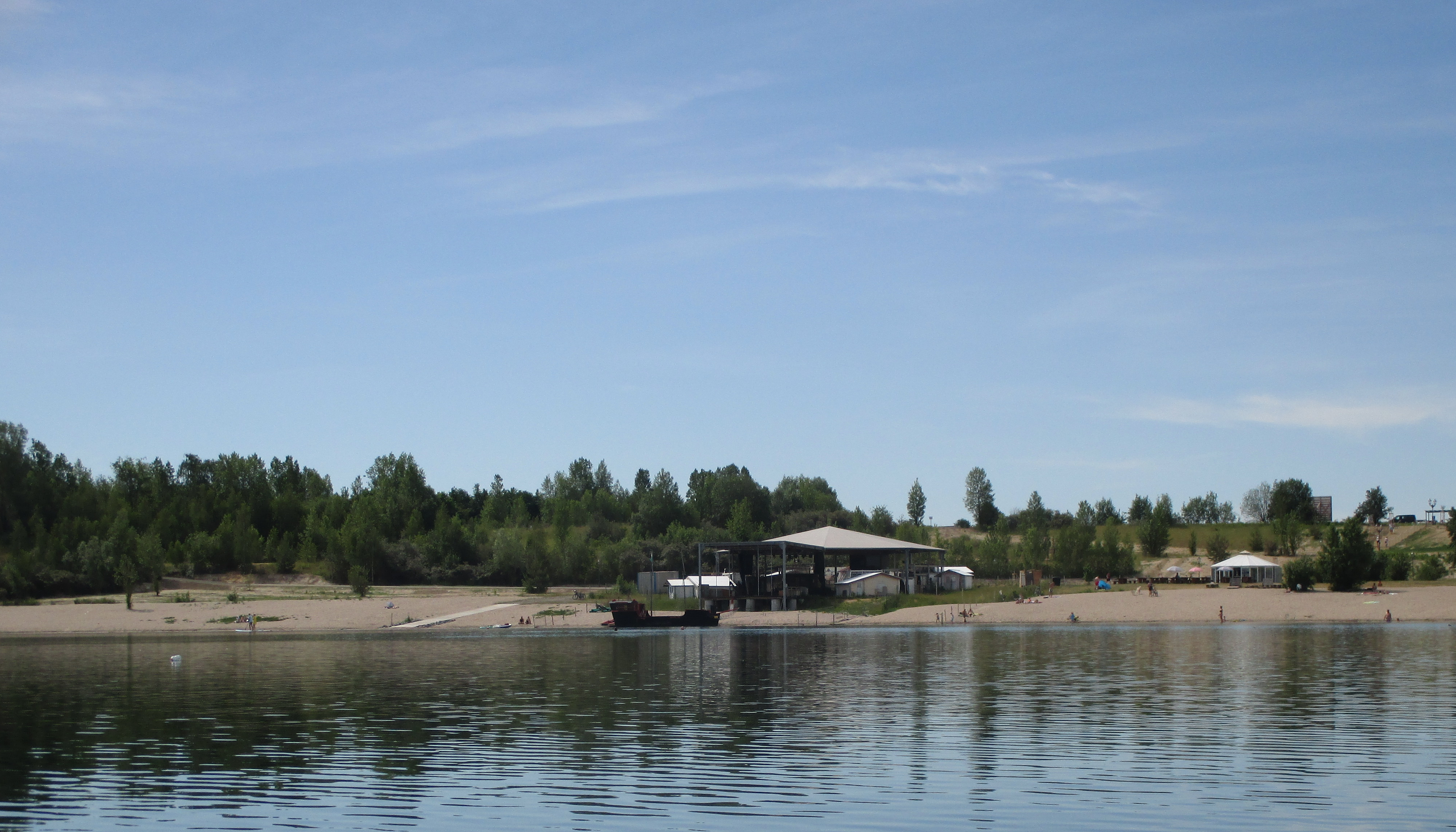
Haynaer Strand mit Bootsrampe, Seebühne und Imbiss 2019
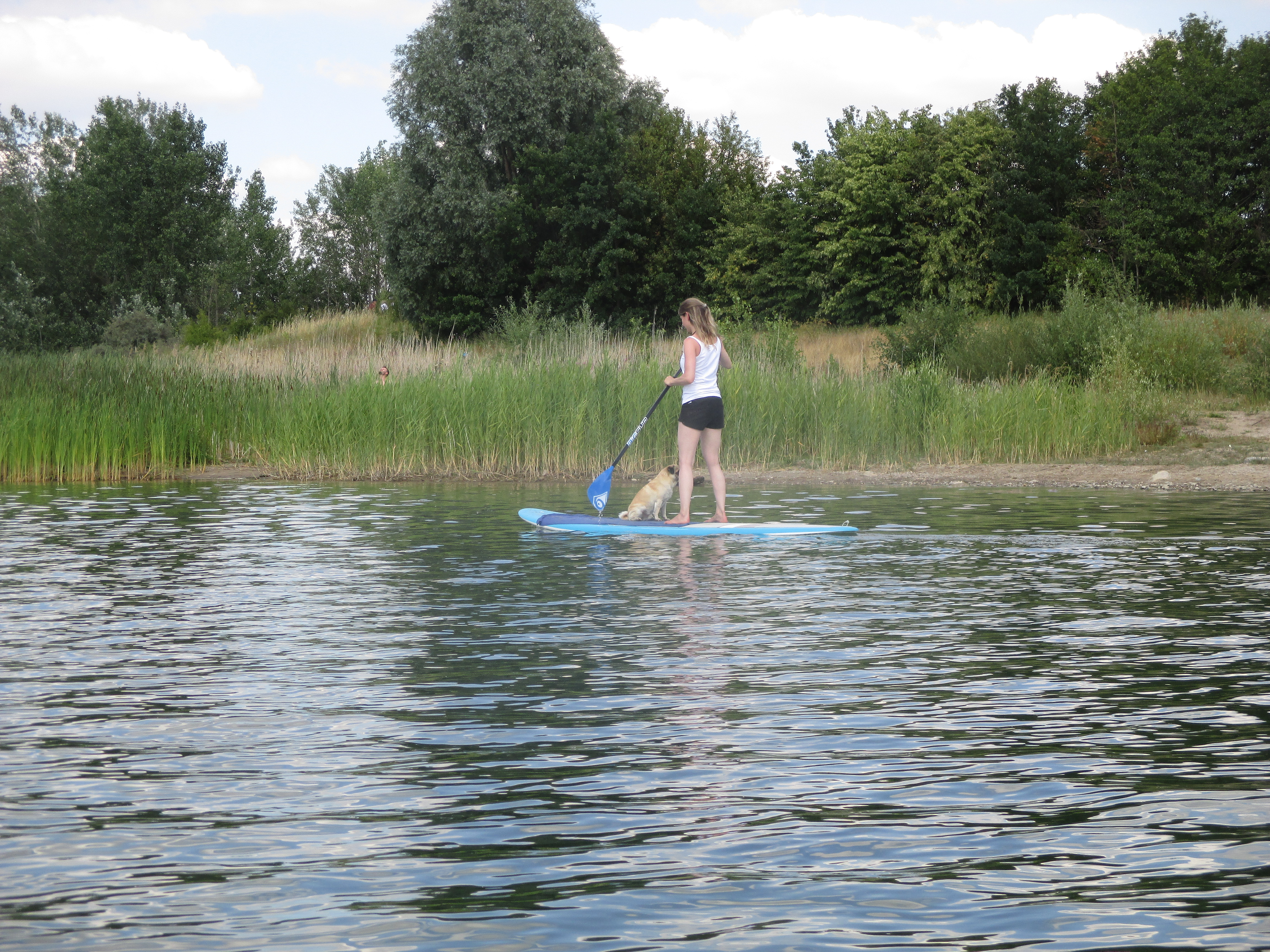
Stehpaddlerin mit Hund
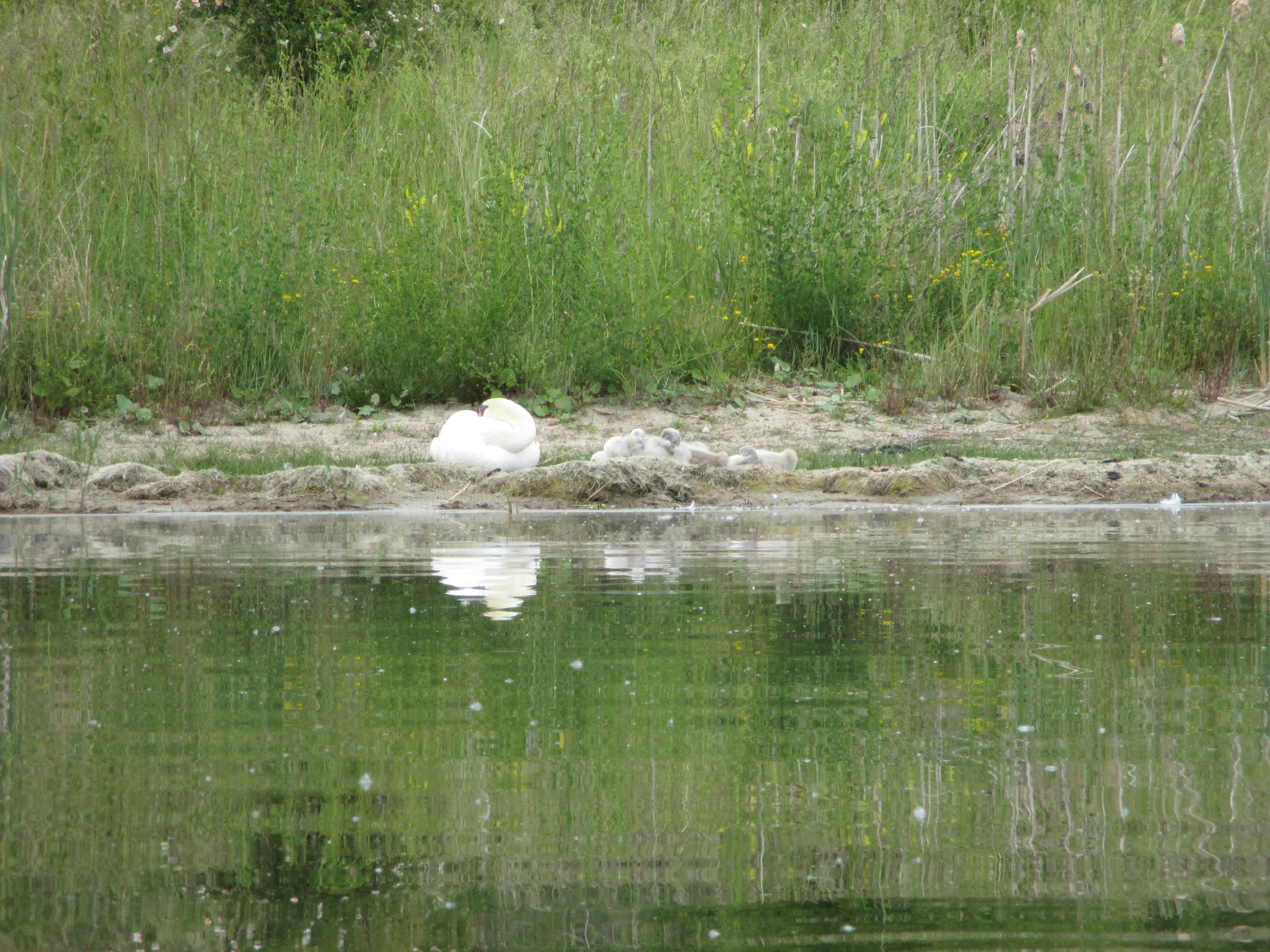
Schwanenfamilie
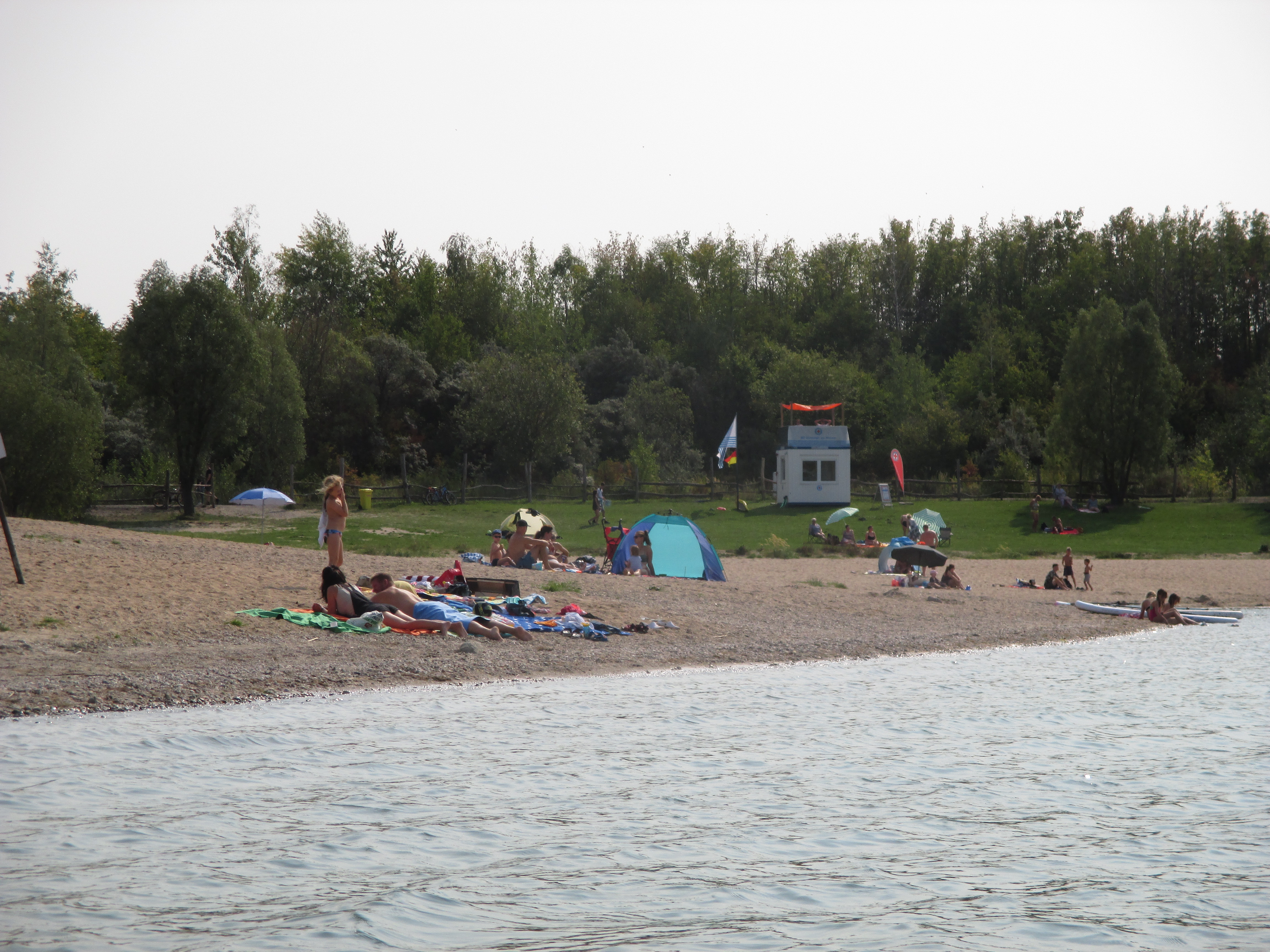
Badestrand Schladitzer Bucht mit Turm der Wasserwacht
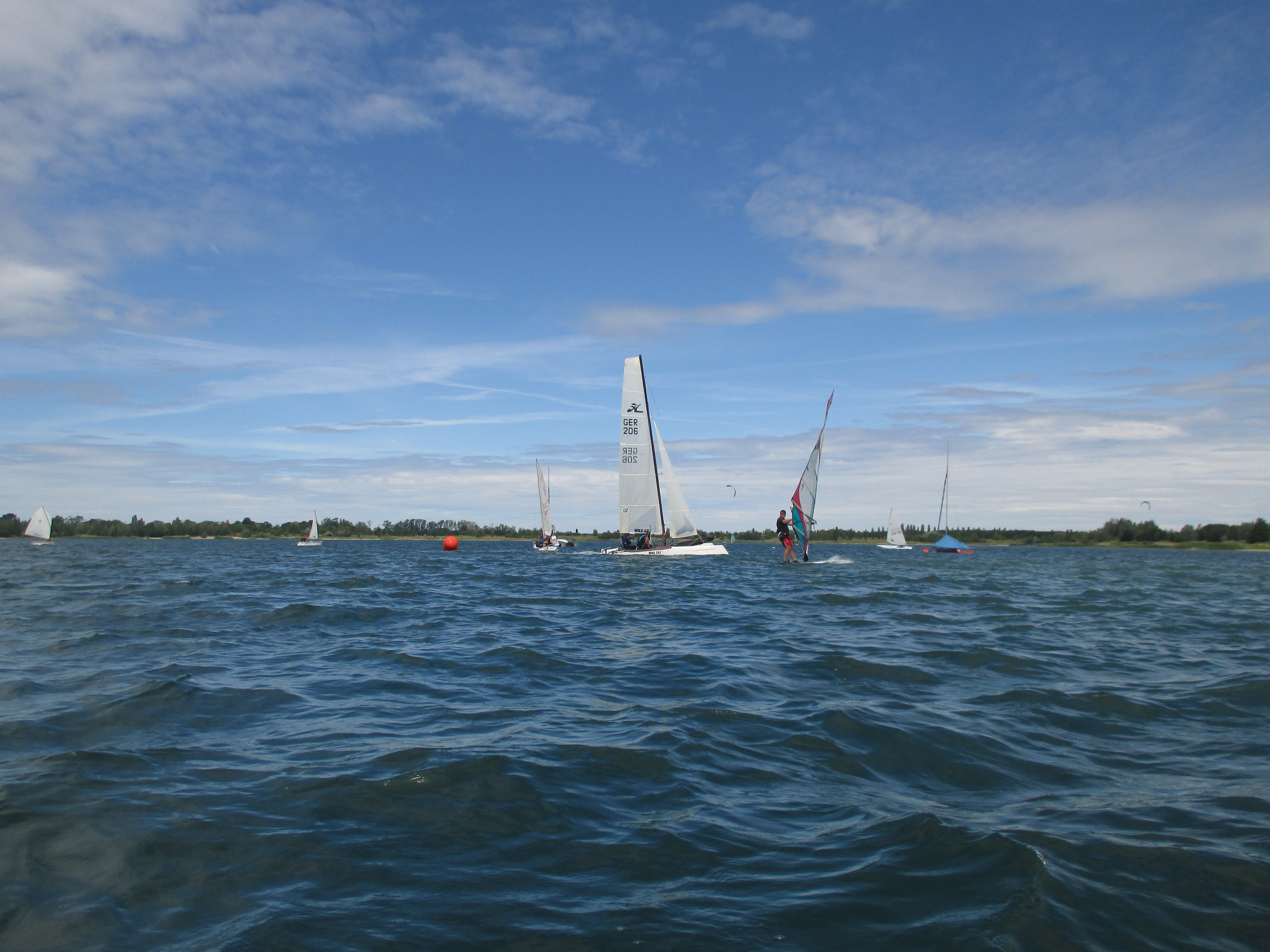
Eine Regatta im Juni 2020
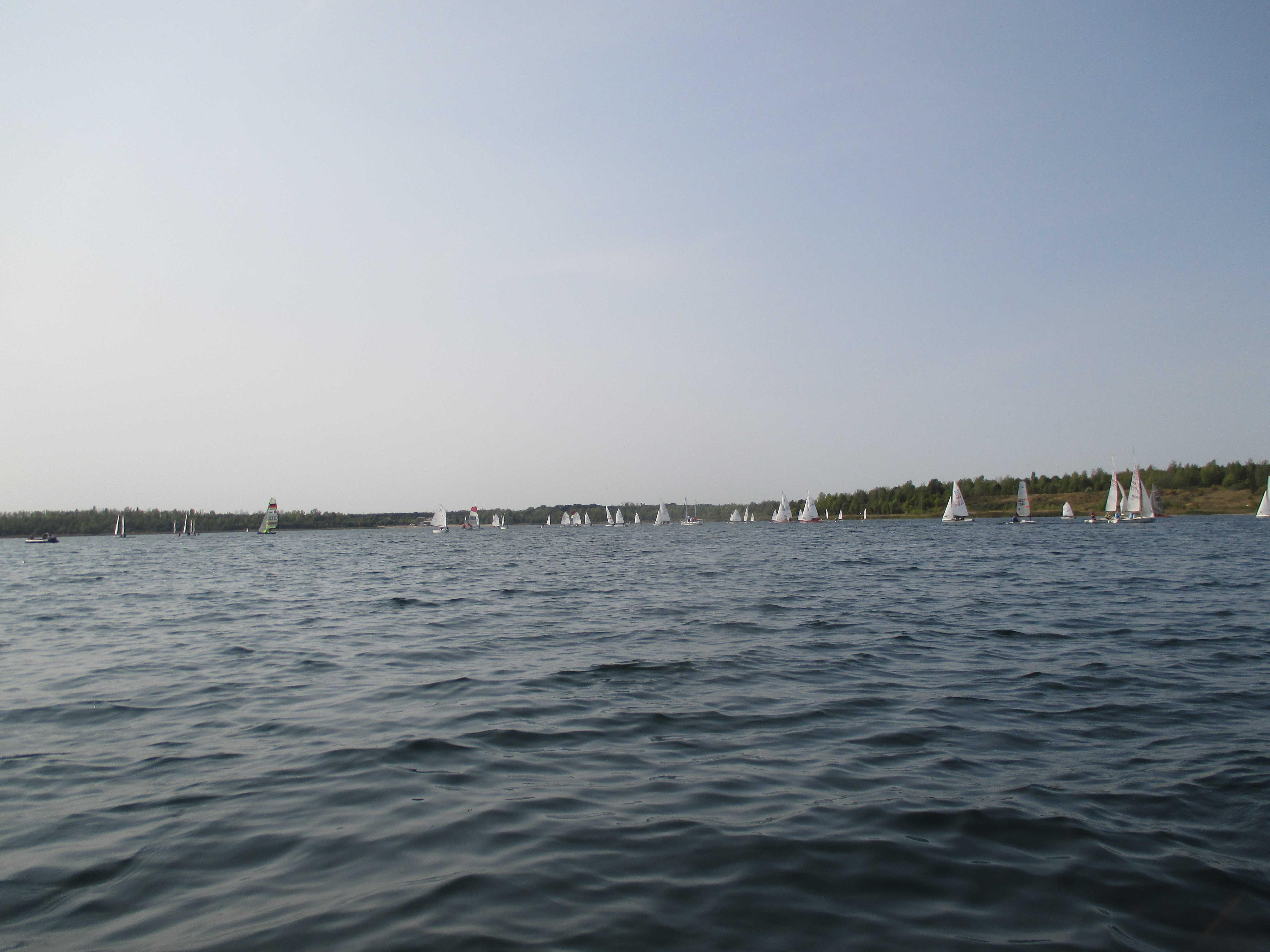
Eine Regatta im September 2020
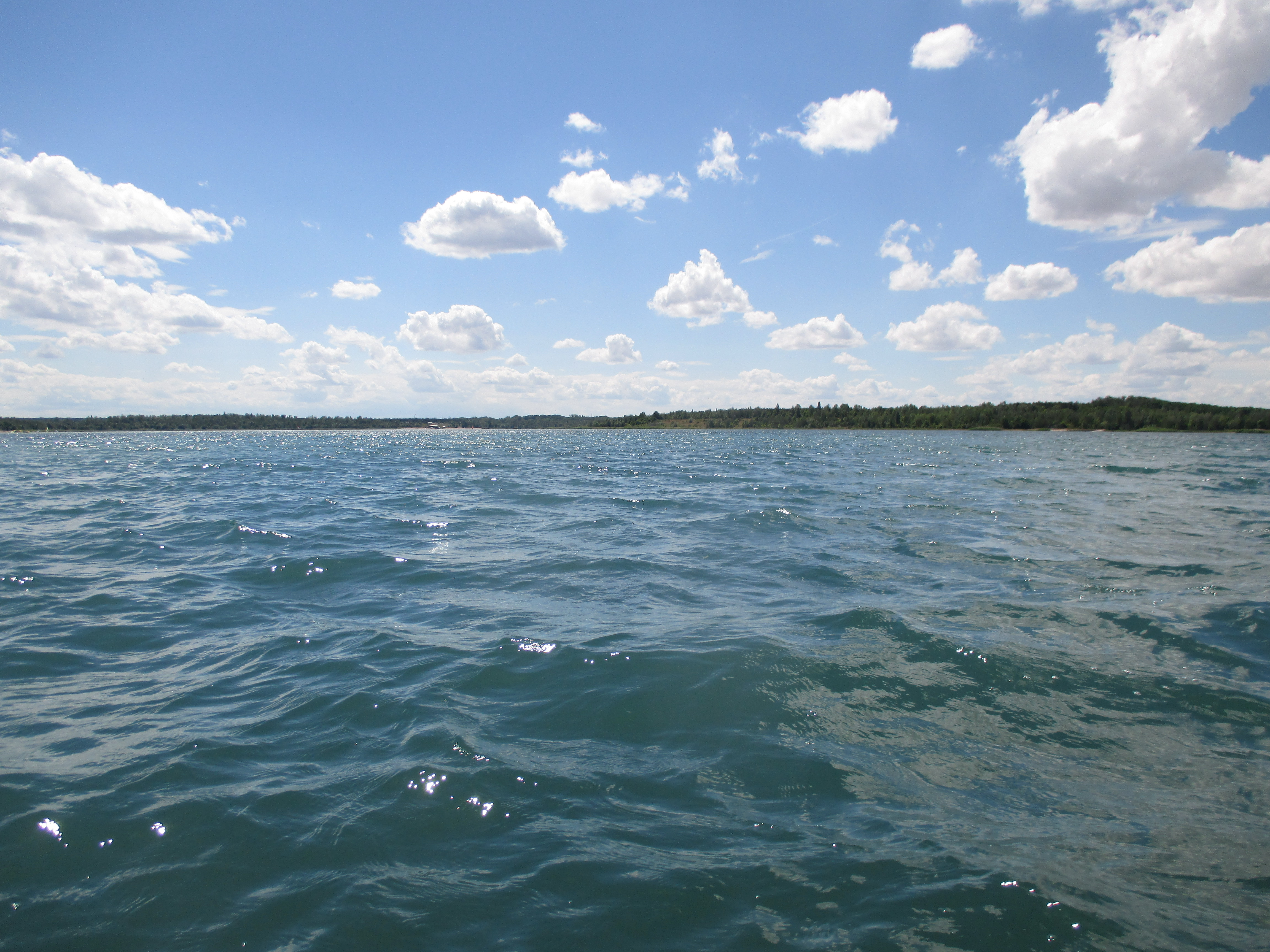
Blickrichtung Süden
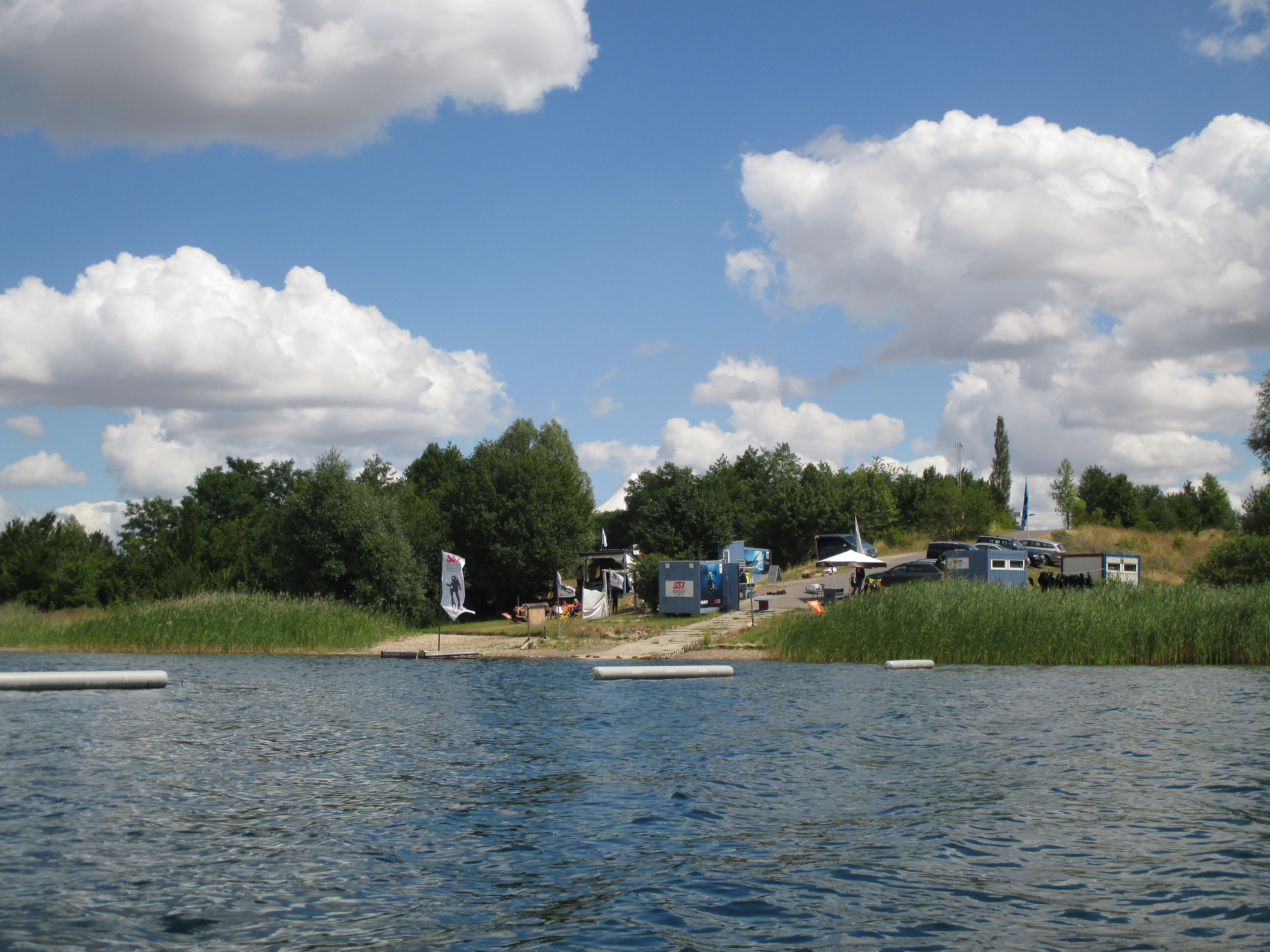
Tauchstation mit Bootsrampe Neu-Schladitz
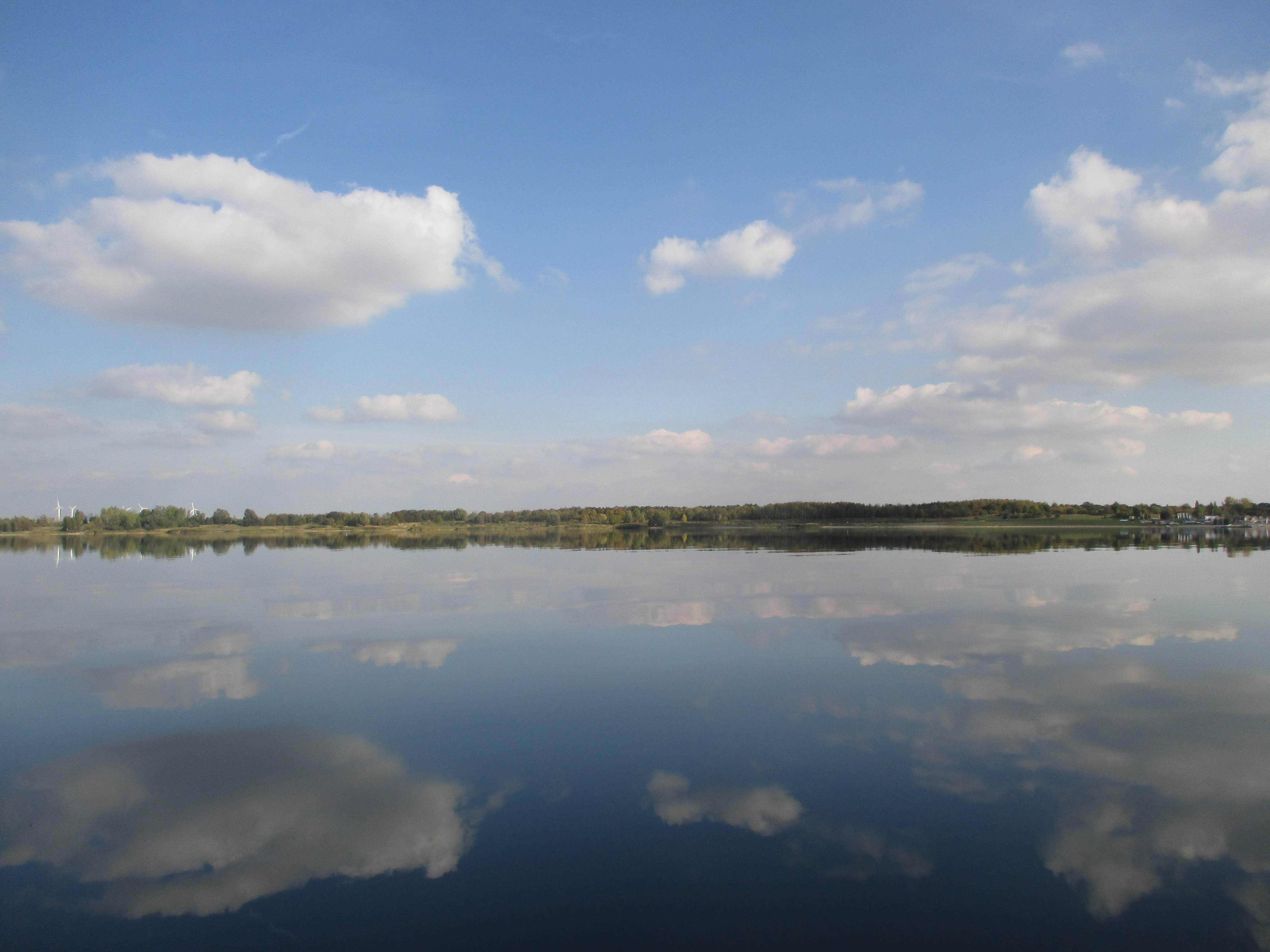
Spiegelglatter See
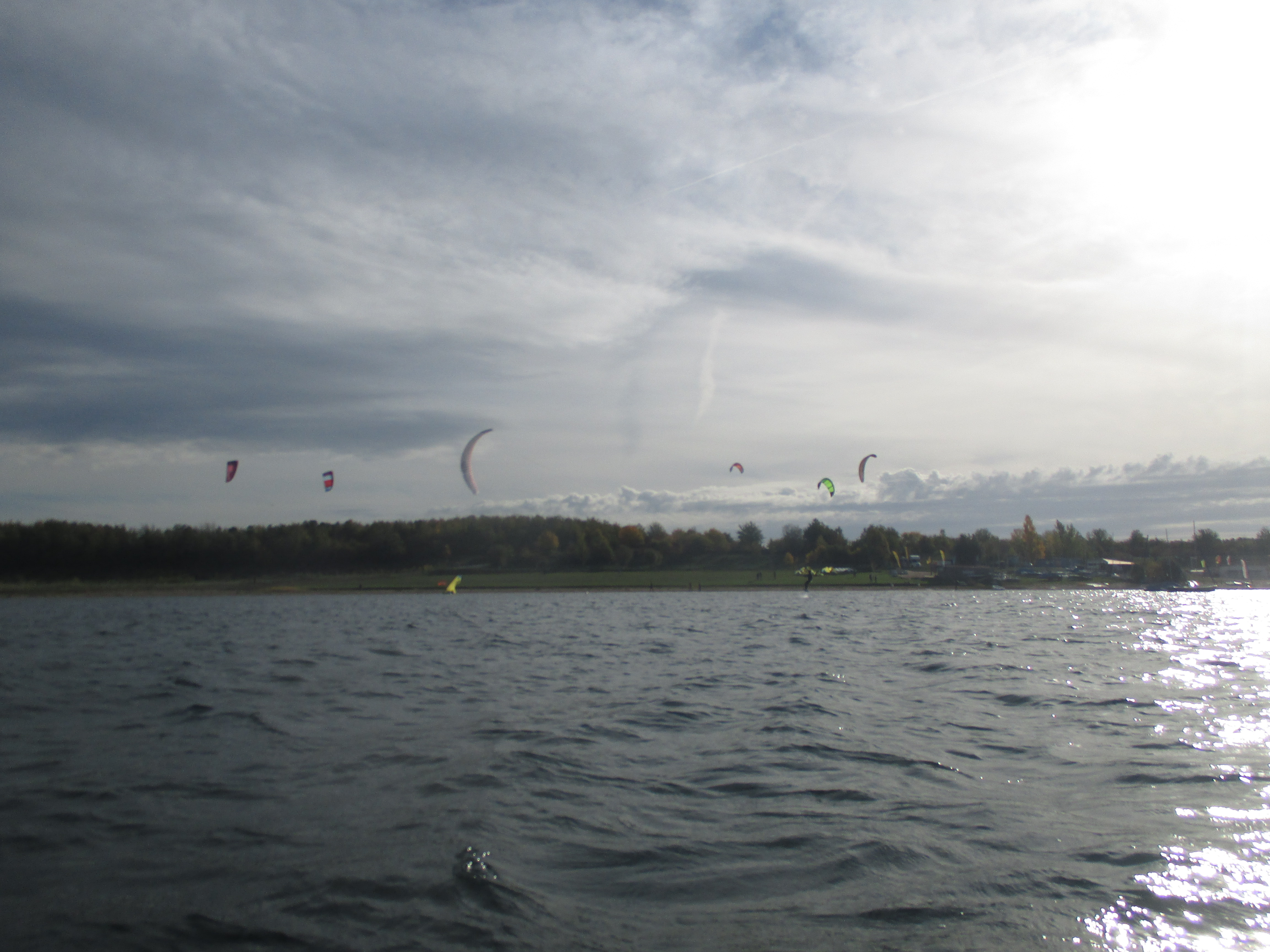
Kitewetter
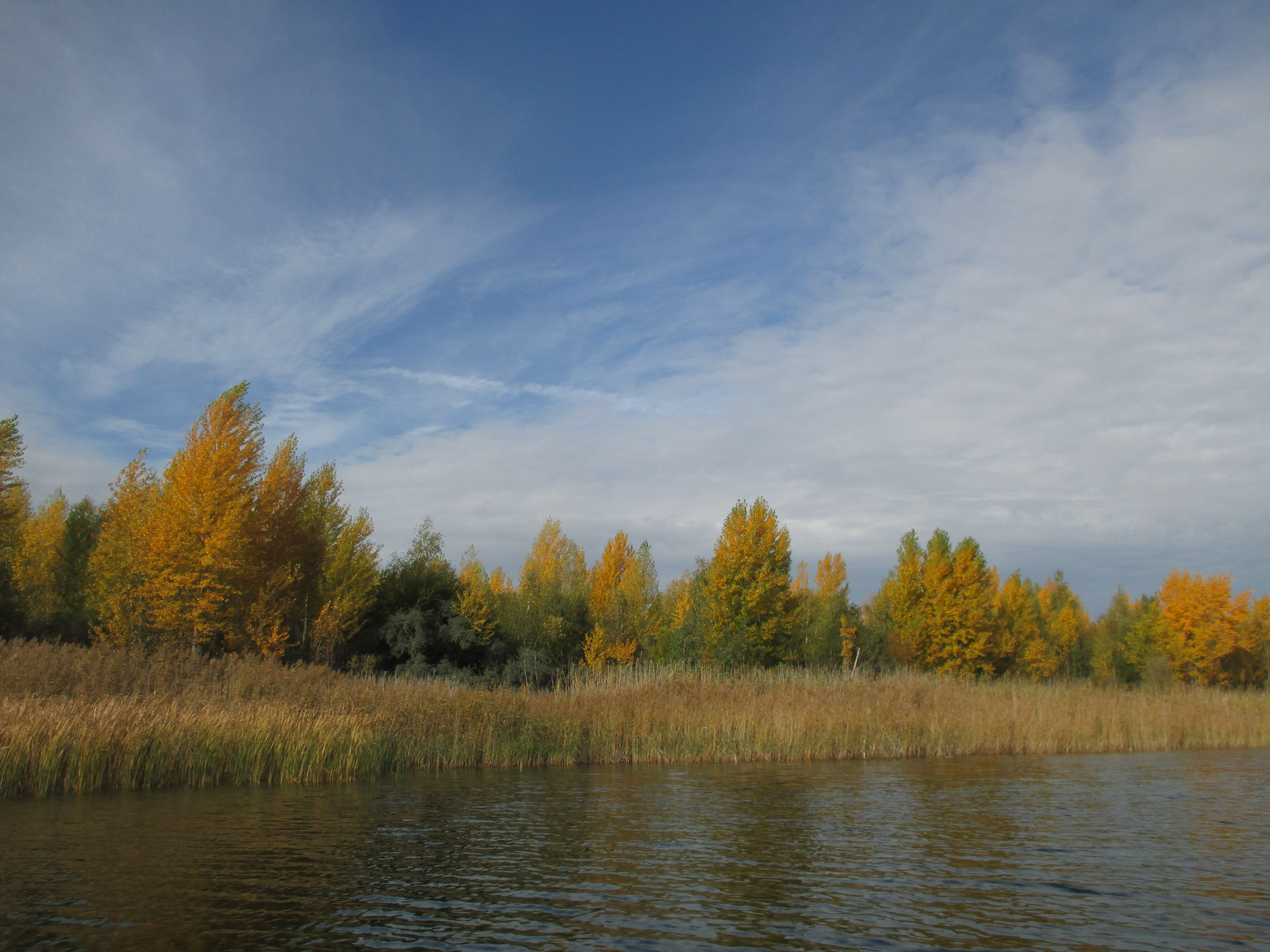
Herbstfarben
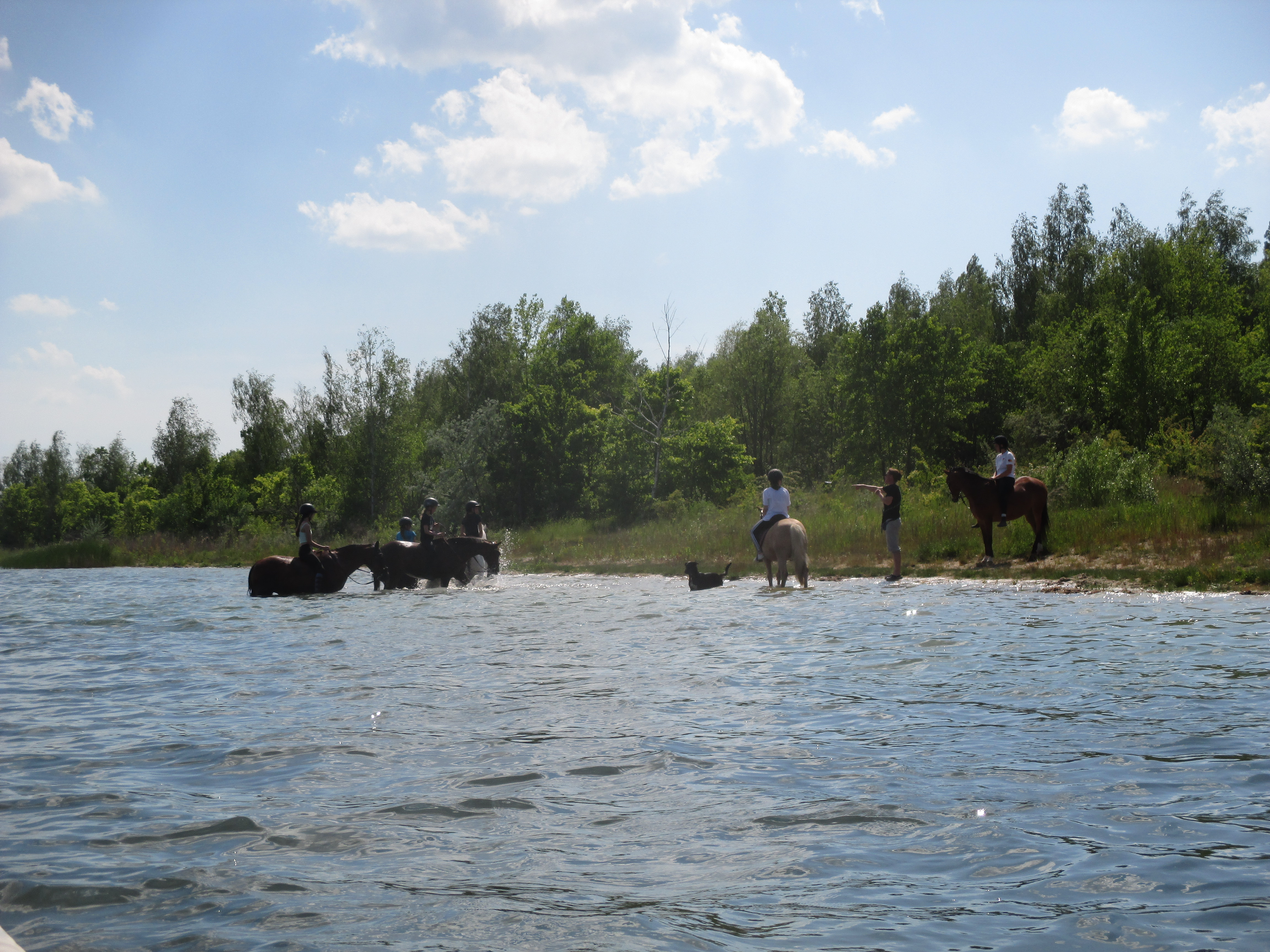
Pferde nehmen ein Bad
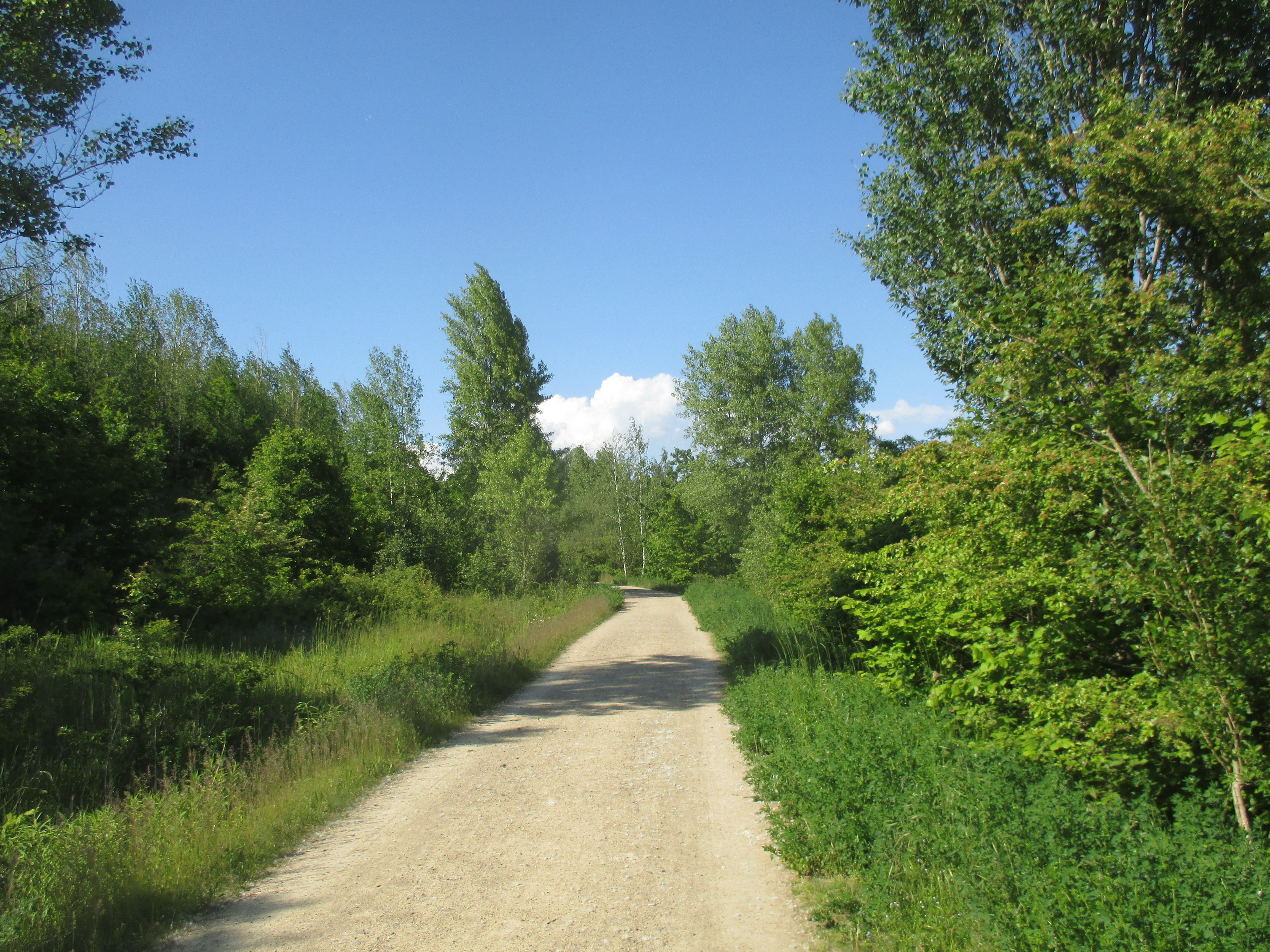
Wander- und Reitweg
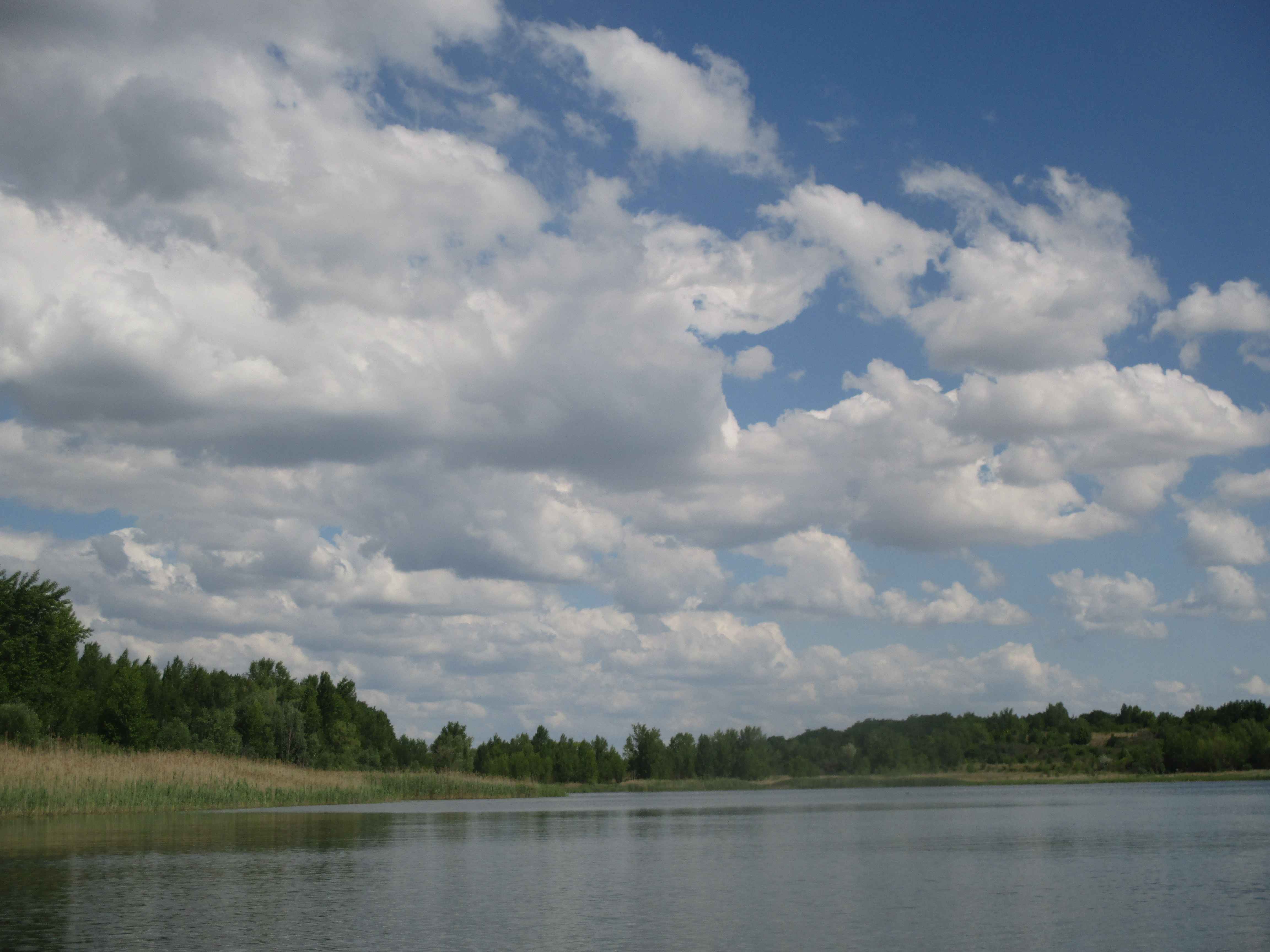
Idylle am Schladi
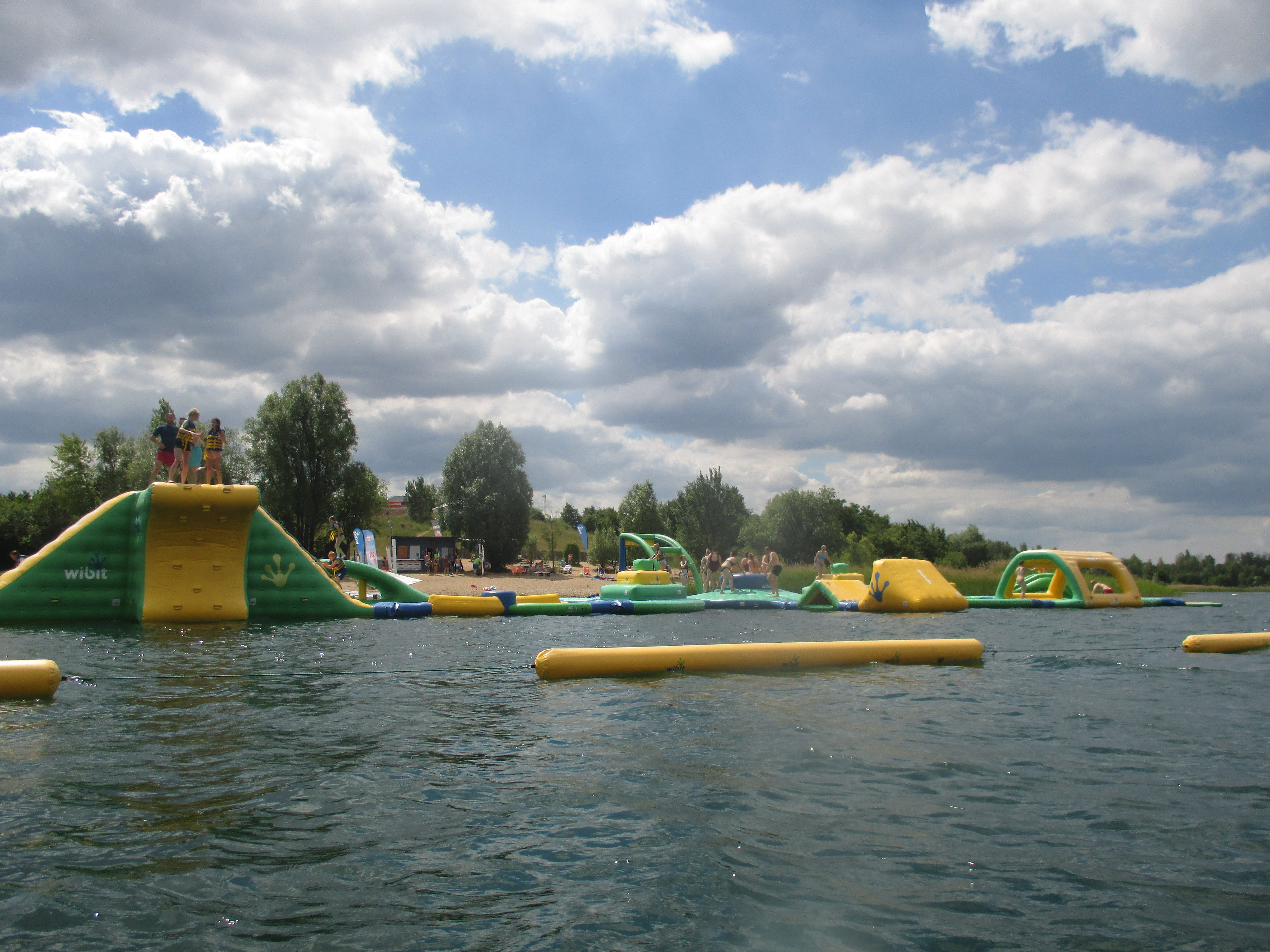
Hüpfburgen im Wasser
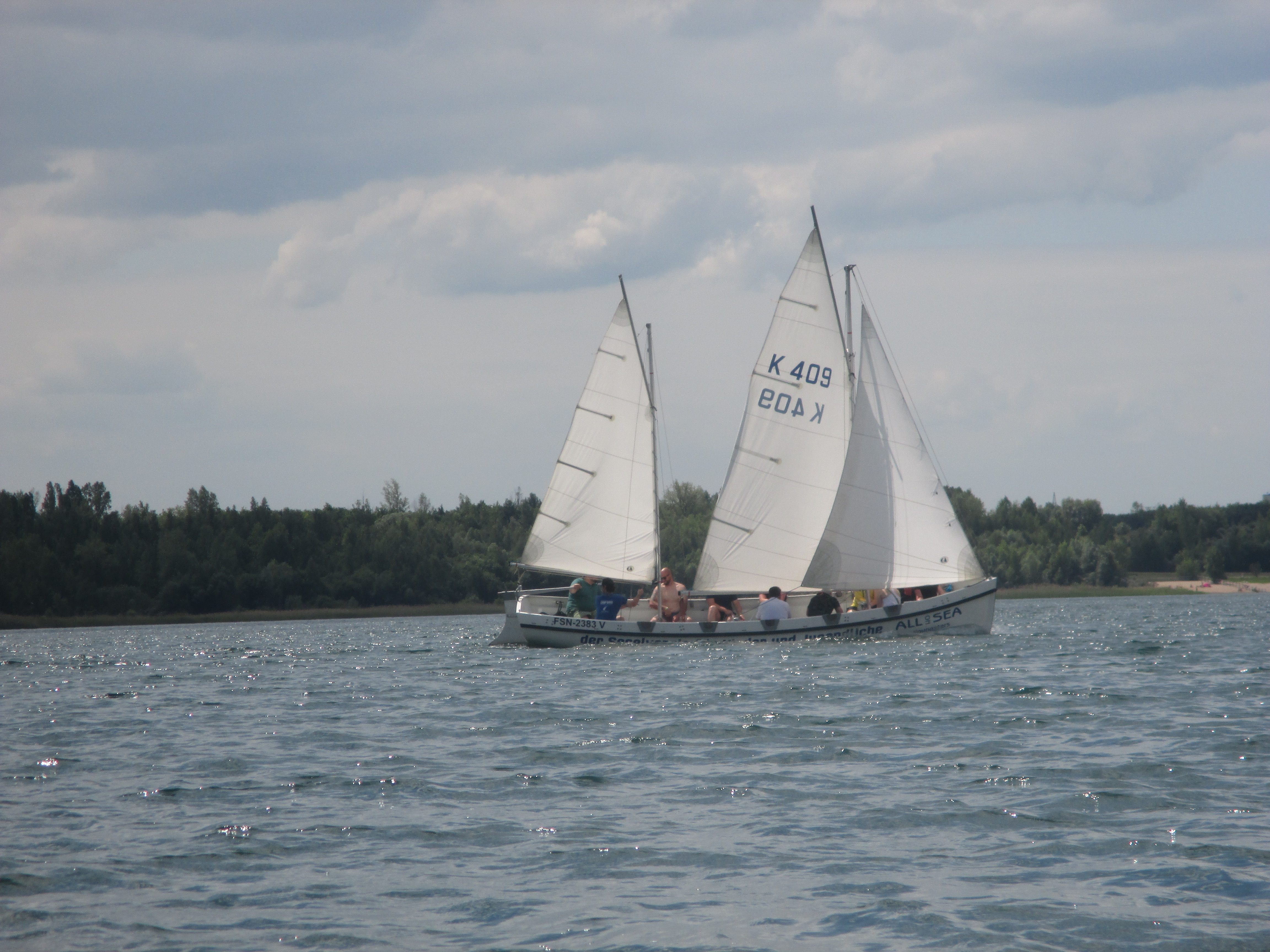
Zweimaster
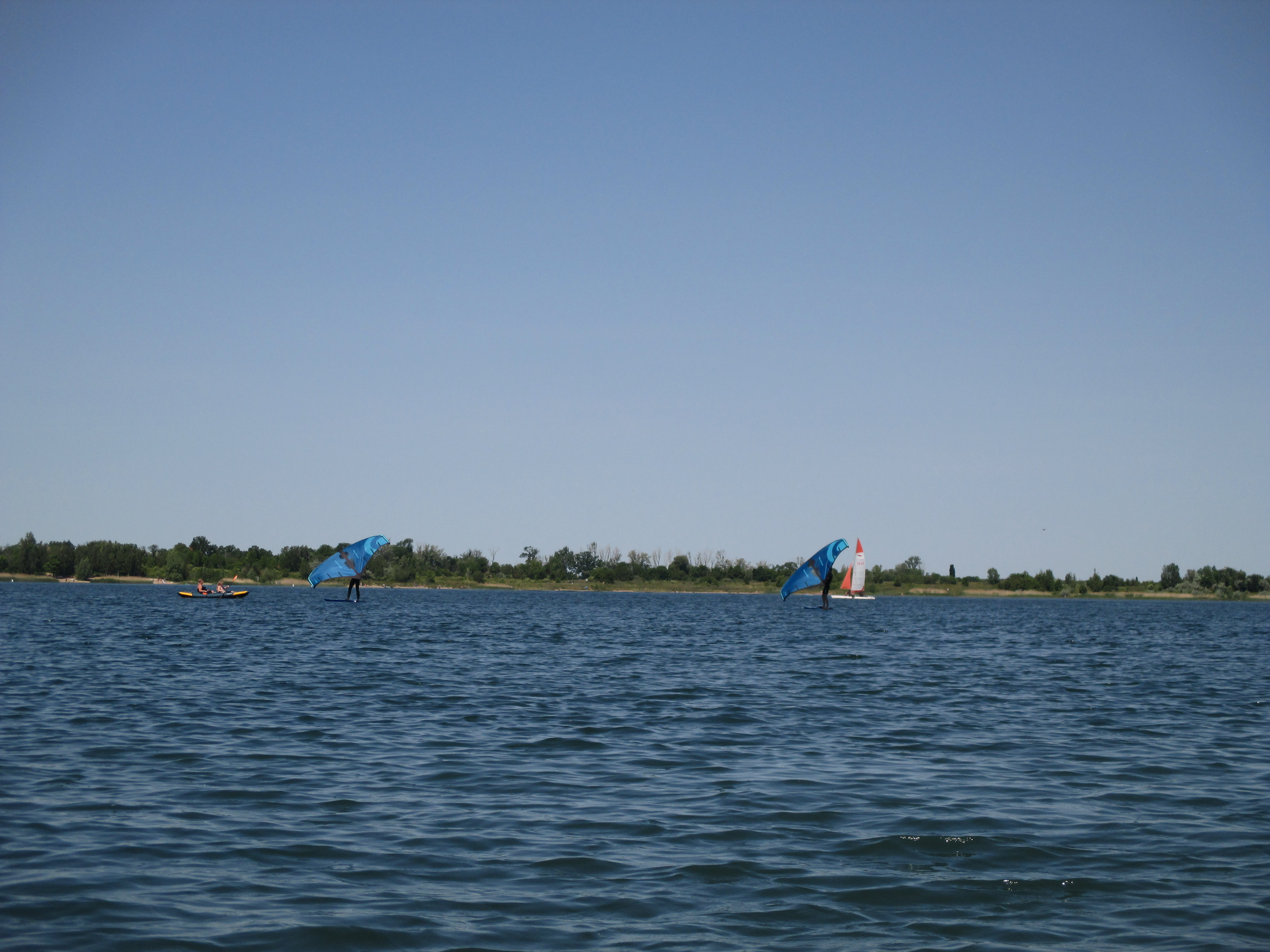
Wingfoiling auf dem Schladi
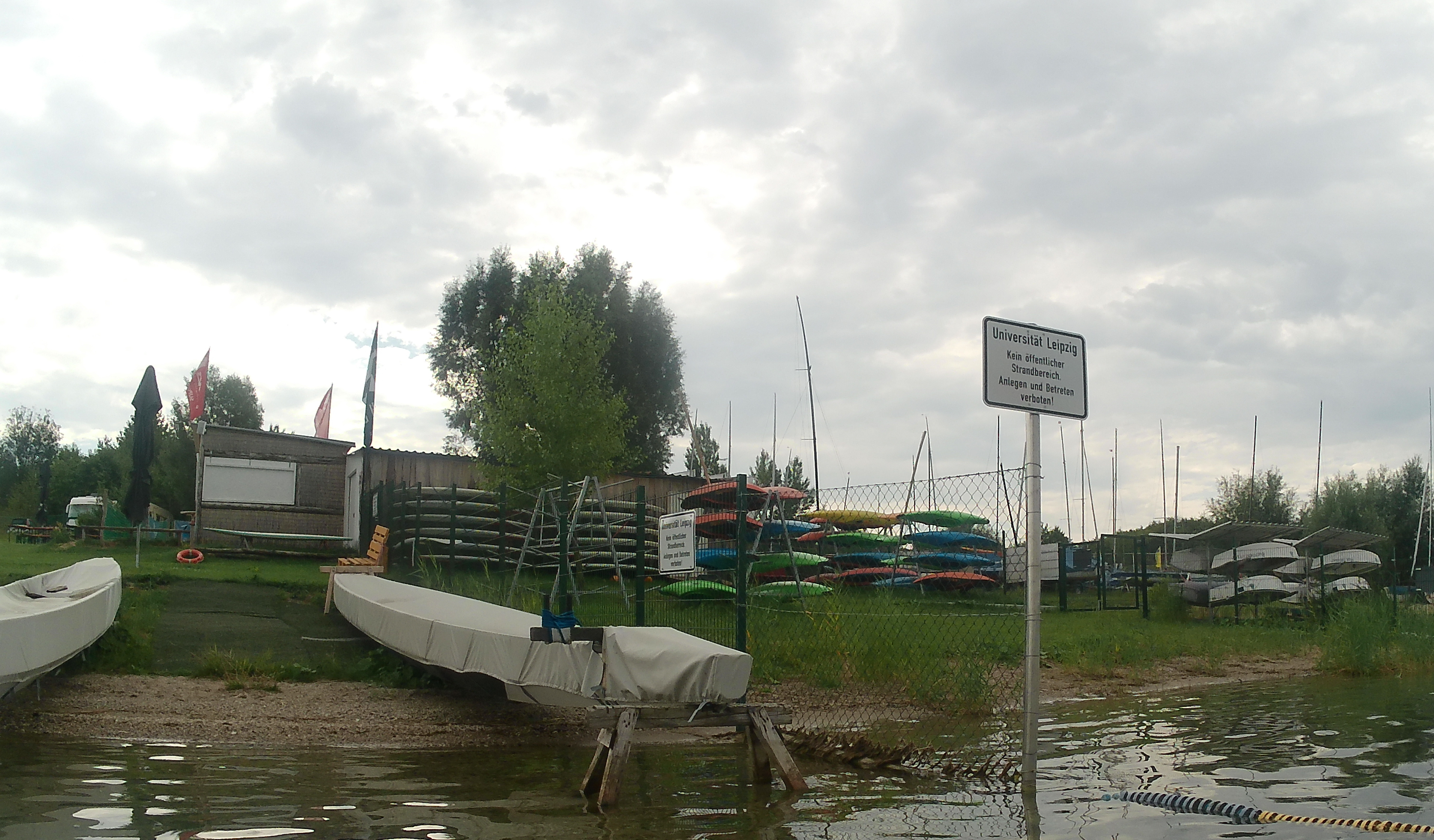
Drachenboote, Bereich der Universität Leipzig und Schulsegelboote
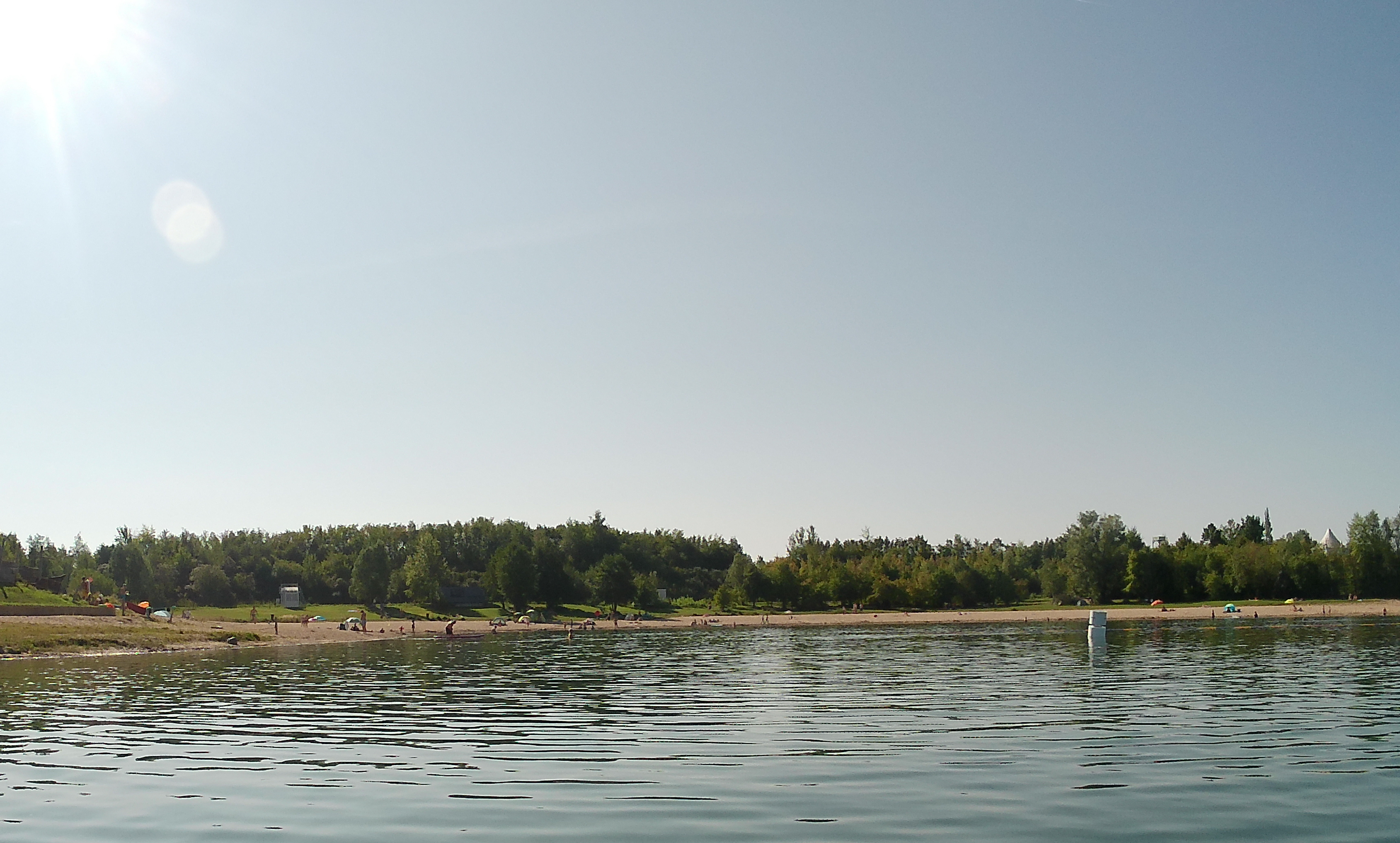
Schladitzer Bucht 2023
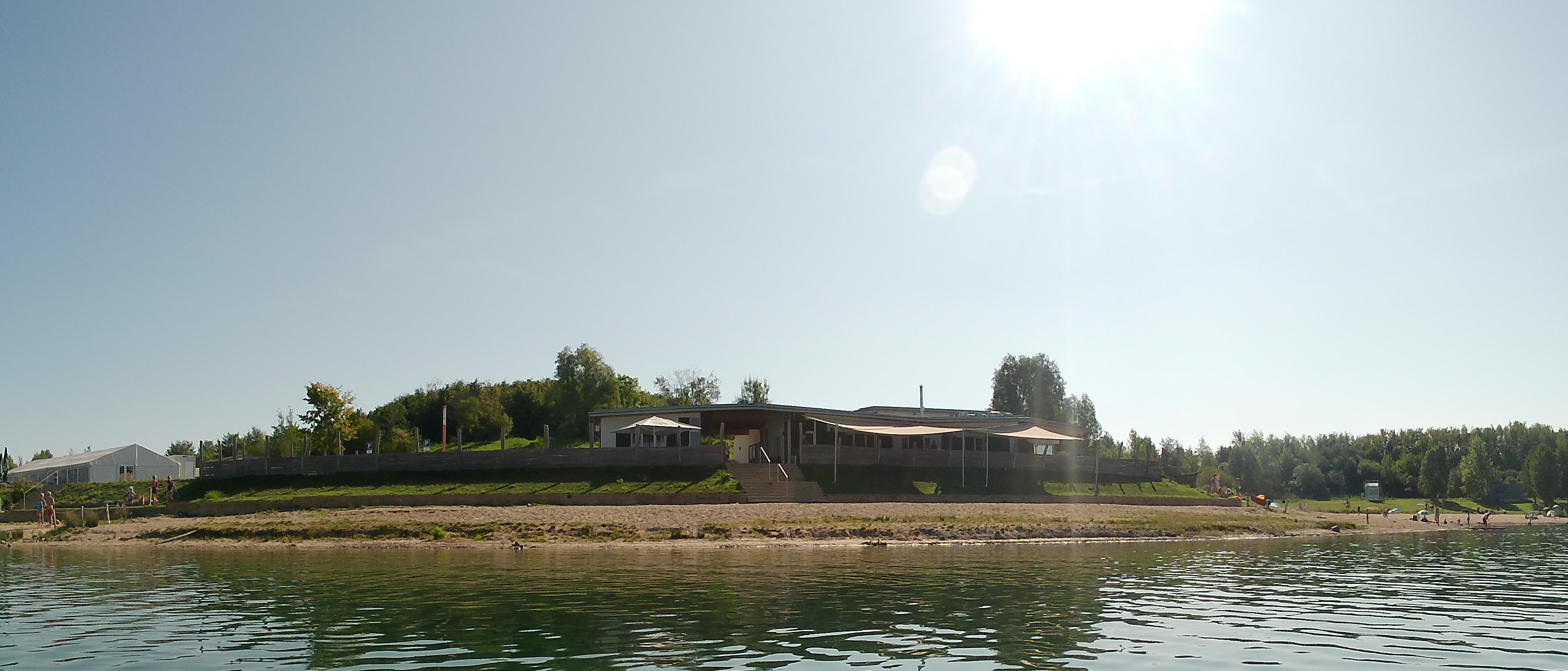
Mehrzweckhalle und Restaurant Levante
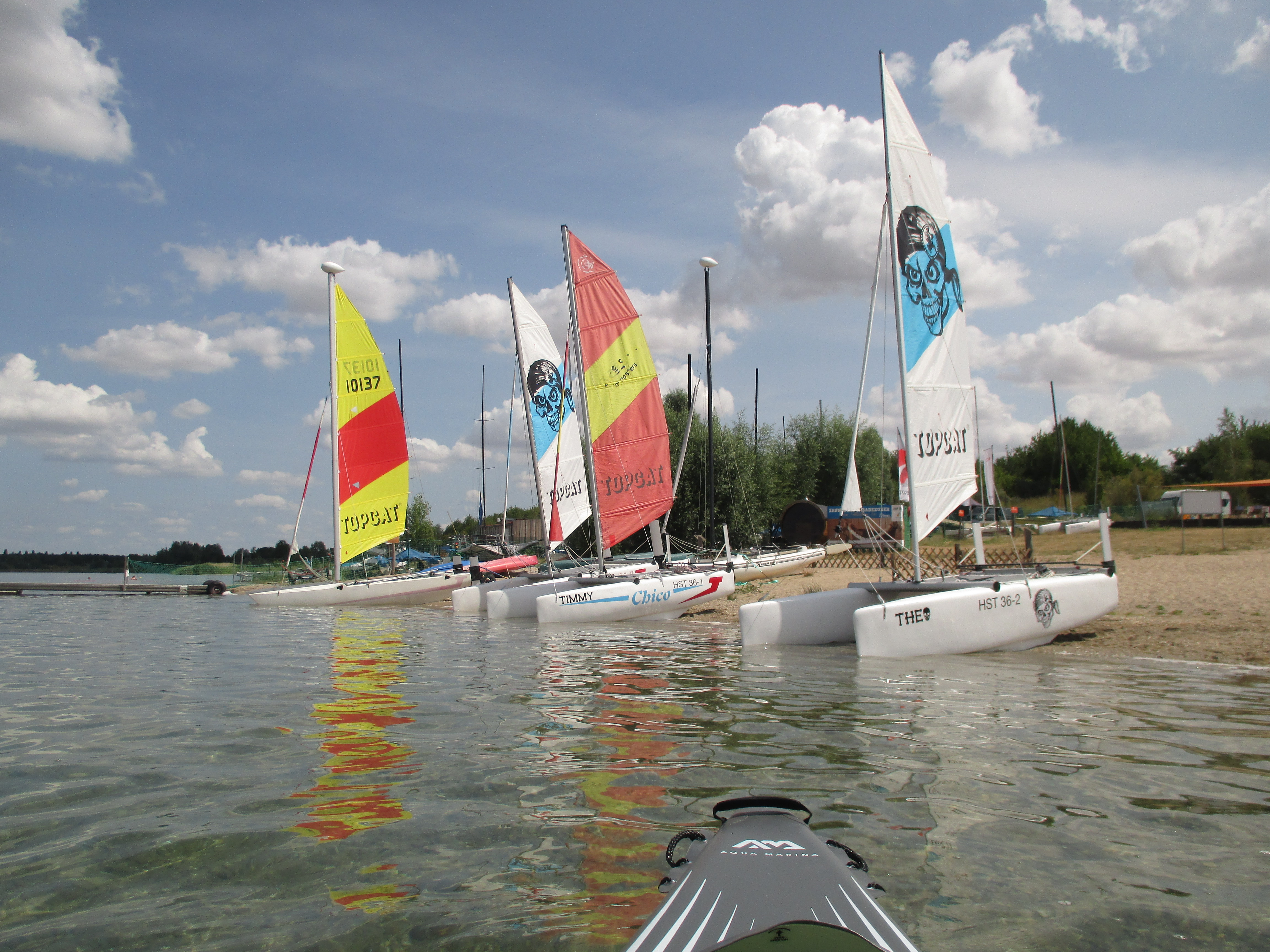
Katamarane
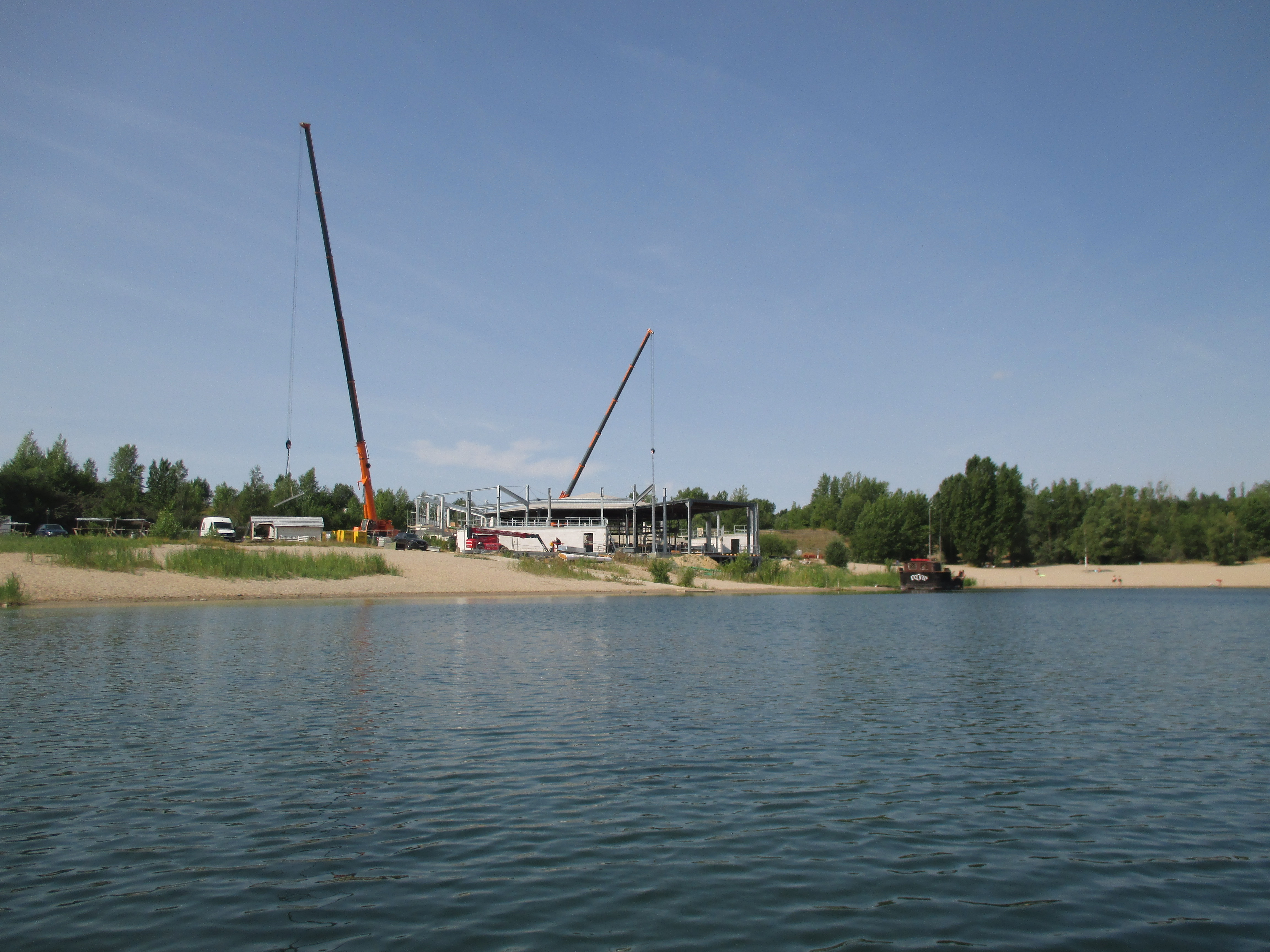
Umbau der Seebühne Hayna 2023/24
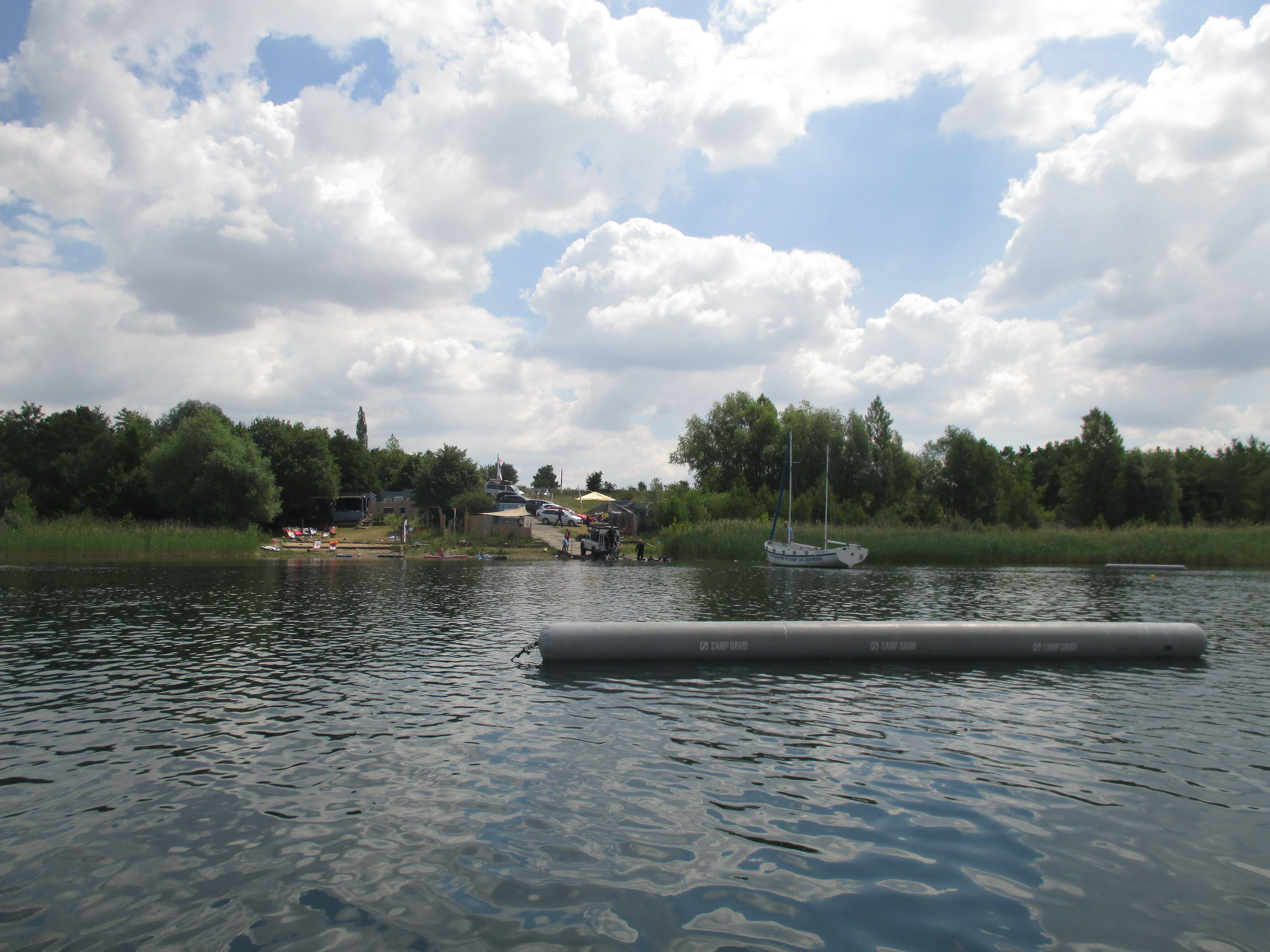
Tauchstation 2023
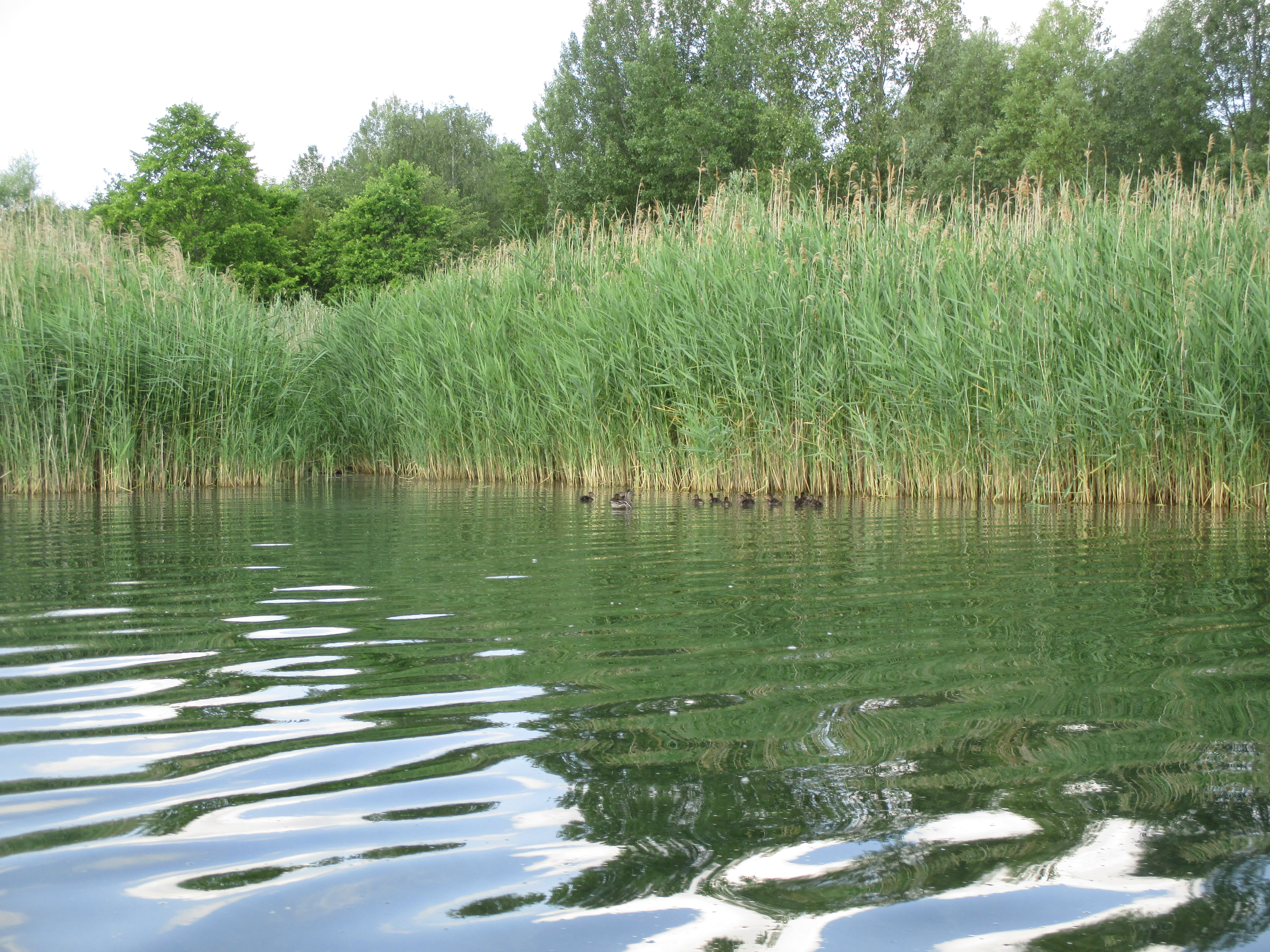
Entenfamilie
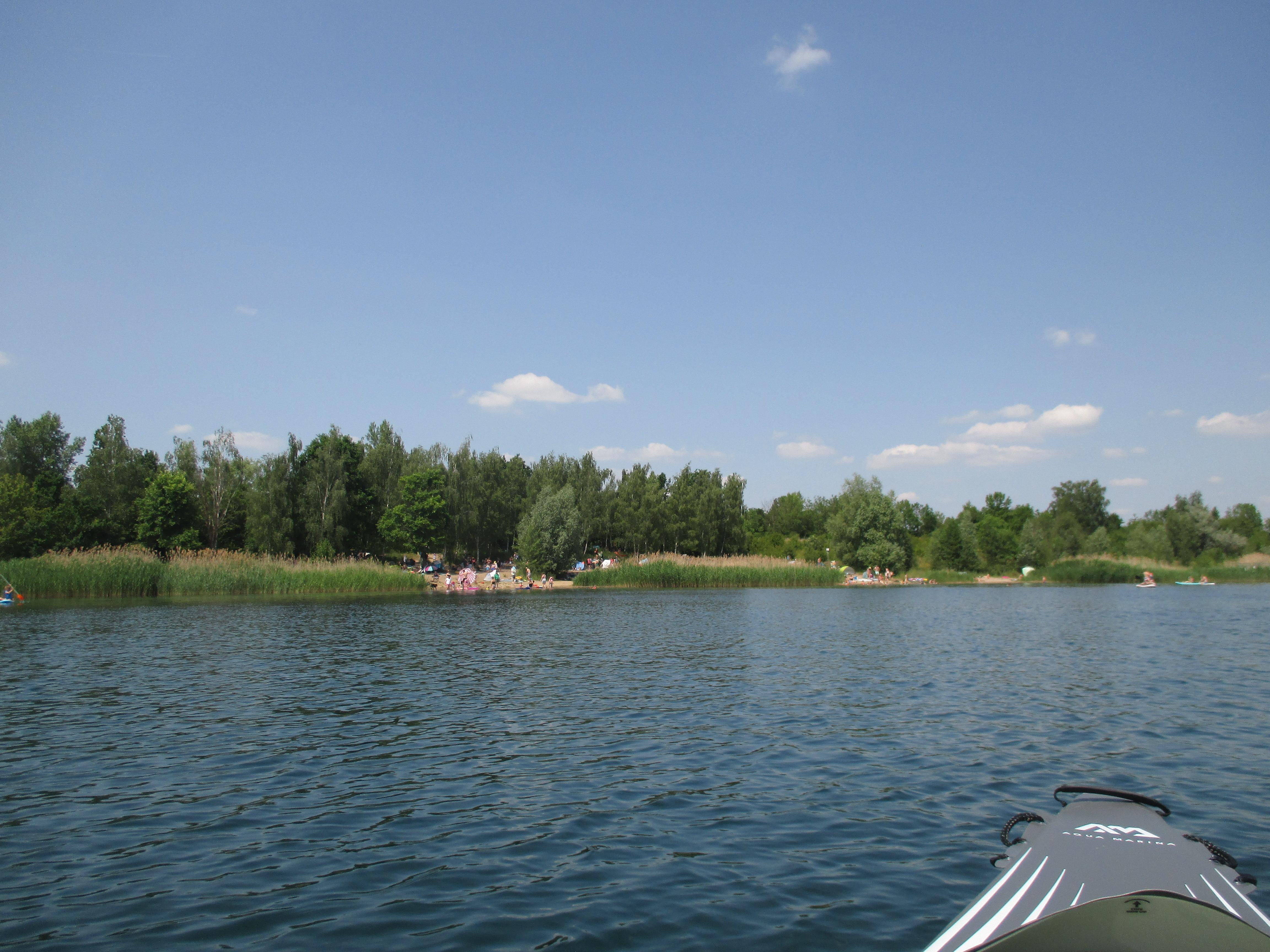
Wolteritzer Strand 2023
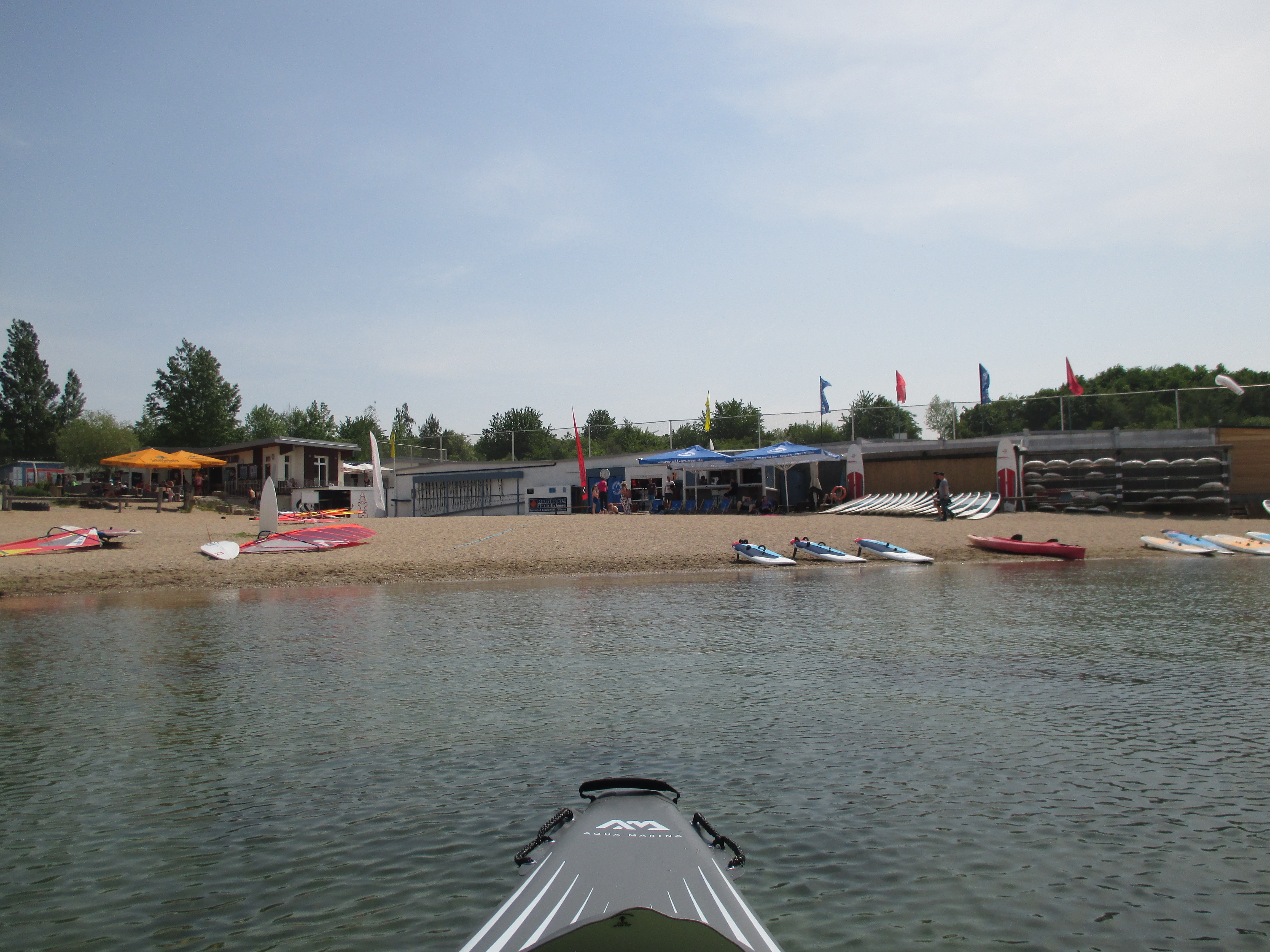
Wassersport-Zentrum Camp David 2023
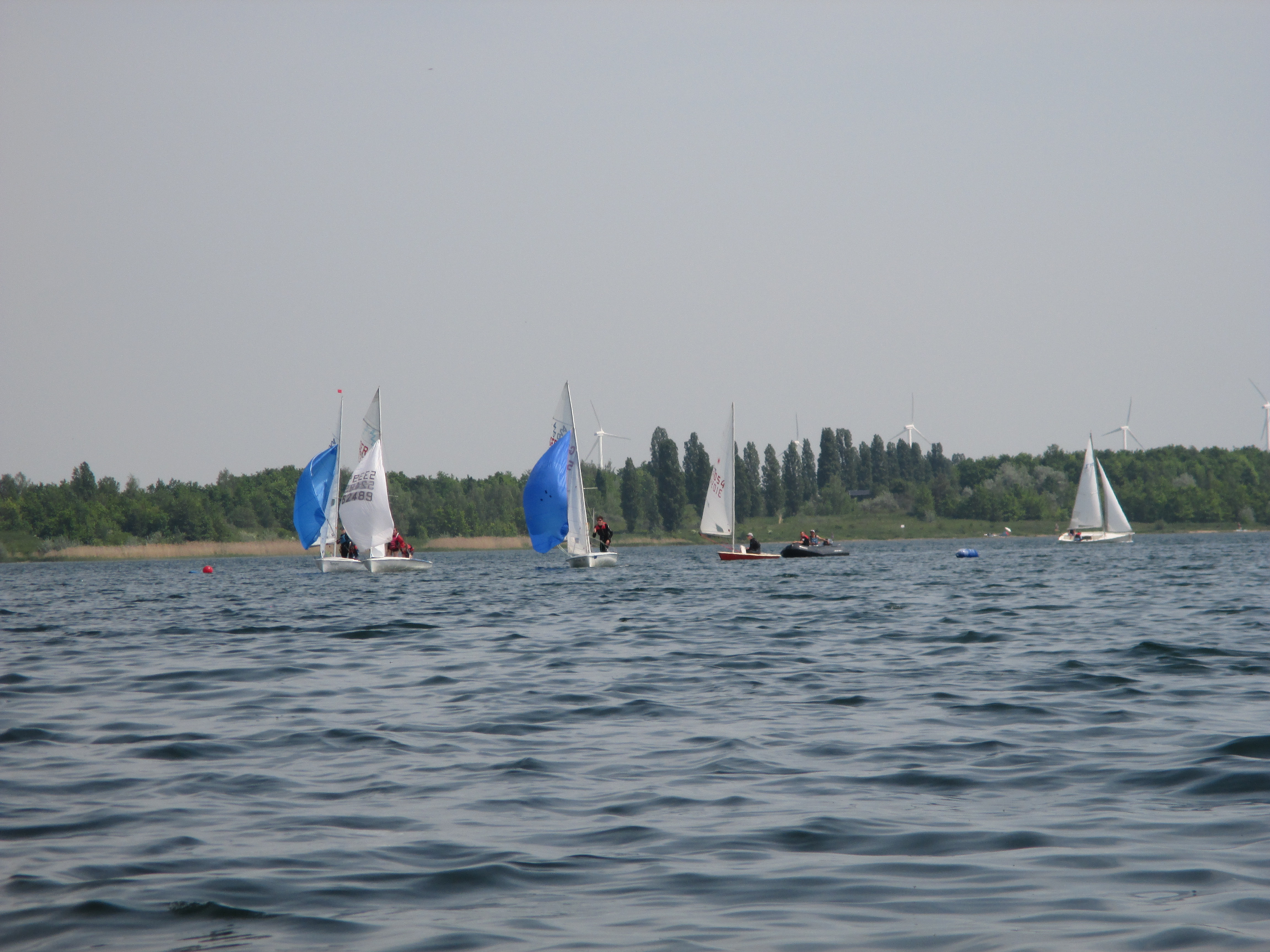
Segler auf dem Schladitzer See

## Verkehr

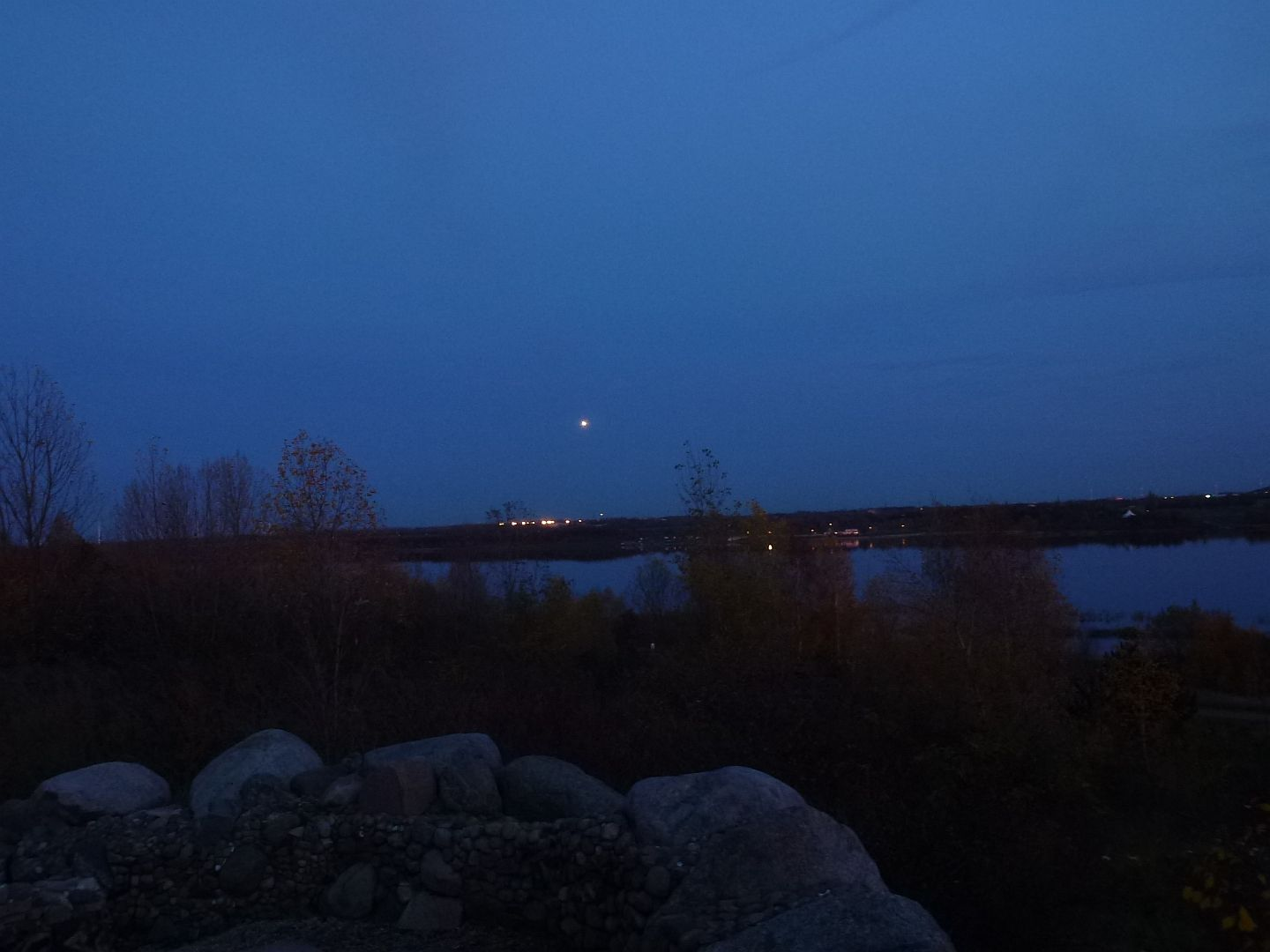
Flugzeug im Landeanflug

Über die Anschlussstellen „Leipzig-Nord“ und „Leipzig-Mitte“ der Bundesautobahn 14 sowie die Bundesstraßen 2 und 184 ist der Schladitzer See an das überregionale Verkehrsnetz angebunden. Eine ÖPNV-Anbindung gibt es erst seit 2022, als erstmals ein autonom fahrender Bus zwischen der Schladitzer Bucht und dem S-Bahnhof Rackwitz an der Bahnstrecke Leipzig–Bitterfeld eingesetzt wurde.
Durch ein gut ausgebautes Radwegenetz ist der See auch mit dem Fahrrad sehr gut erreichbar. Der 120 Kilometer lange Radweg von Lutherstadt Wittenberg nach Markkleeberg Kohle-Dampf-Licht führt am See vorbei.
Der See liegt rund vier Kilometer östlich der Nordlandebahn des Flughafens Leipzig/Halle in der Einflugschneise, so dass Flugzeuge entsprechend tief über den südlichen Teil des Sees fliegen.